# Pintura de Ecuador

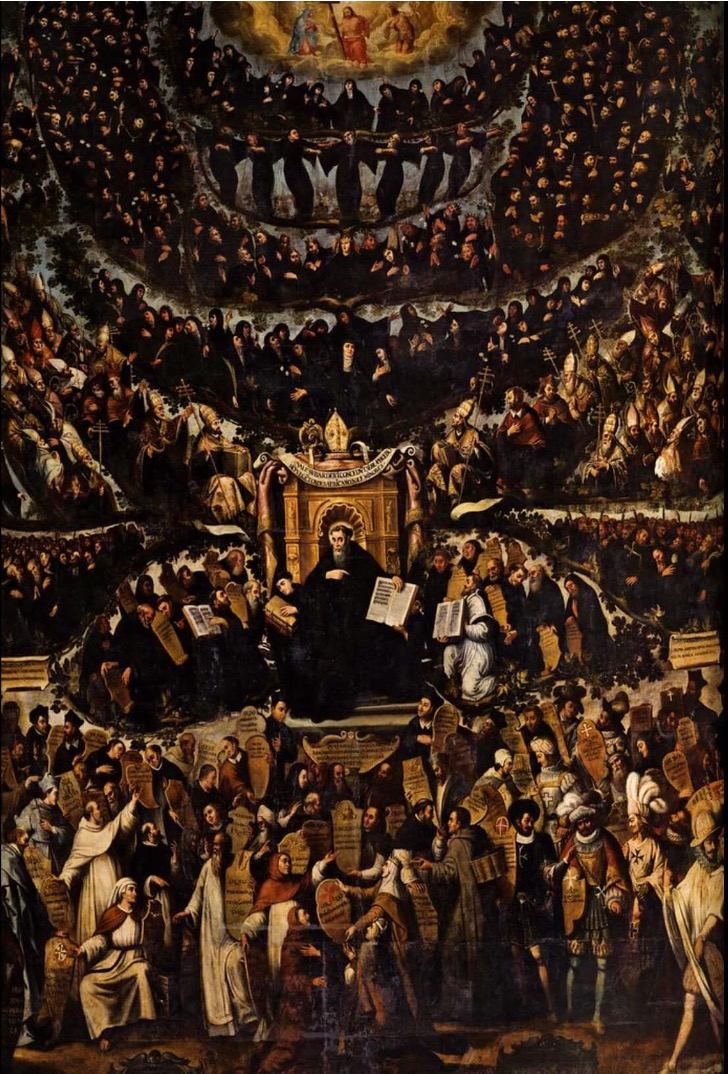
"Regla de San Agustín", óleo sobre lienzo por Miguel de Santiago.

La pintura de Ecuador ha seguido una larga tradición con sus primeras expresiones en las culturas prehispánicas y después desarrollándose durante la Real Audiencia de Quito a través de la llamada Escuela Quiteña de arte, que incluía escultura, arquitectura, música y pintura. Después siguió su curso a partir de la independencia expresando las principales corrientes estéticas desde la realidad específica de ese país. 

## SigloXVI

### Inicios y el colegio de San Andrés

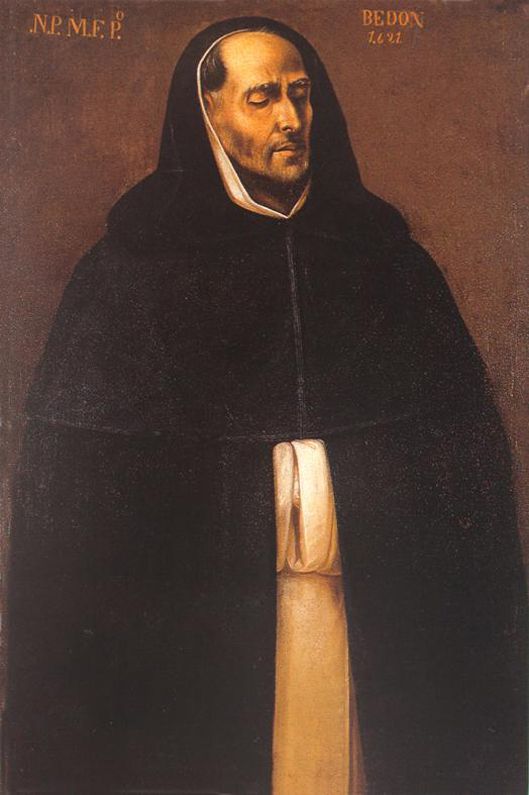
Retrato de Fray Pedro Bedon a la hora de su muerte-atribuido a Tomás del Castillo, pintado en el.

La pintura se establece en la Real Audiencia de Quito como parte del desarrollo de la cultura en general. El padre José María Vargas realiza el estudio histórico de la cultura y determina dos instituciones como claves para su desarrollo inicial: el Colegio San Juan Evangelista, el Colegio de San Andrés. Aquí se enseñaba gramática, retórica, música y pintura. En esto último destacaron principalmente dos frailes de Bélgica y Flandes, territorios que en esa época formaban parte de la monarquía española: Jodoco Ricke y Pedro Gosseal. Juntos empezaron con su obra evangelizadora y enseñando pintura a artistas indígenas y mestizos.
Además de ellos, Pedro Bedón inició la primera Cofradía del Precisos Rosario de la Purísima Virgen María. Ahí desarrolló su arte religioso, por lo que sería conocido como fray "Pedro Pintor". Durante su formación sería influenciado por los pintores originarios de Italia Bernardo Bitti y Angelino Medoro. Algunas de las obras destacadas de Bedón son la "Virgen de Chinquirá" que se encuentra en la ciudad de Quito en el Monasterio de Santa Clara, también la "Virgen del Rosario de la Peña, que se encuentra en la ciudad de Riobamba.
 

Con esto se daría inicio a la Escuela Quiteña, que sería resumida por José María Vargas en las siguientes etapas: 
En la historia de la pintura quiteña pueden distinguirse tres etapas en que los caracteres se definen hasta marcar rumbos propios, naturalmente con la relatividad que cabe al tratarse del arte. En la primera se observa la coexistencia de dos corrientes, la italiana y la española, personificadas ambas respectivamente en el padre Bedón y el hermano Hernando de la Cruz. La segunda se caracteriza por el fuerte influjo holandés, que determina la formación de Miguel de Santiago y que culmina en Nicolás de Gorívar; y la tercera en que la pintura reviste un aspecto que nos provoca a decir con Teófilo Gautier: «El dibujo, el relieve y el color, he aquí la trinidad pintoresca», la de los Albán y Manuel Samaniego.
Las tres grandes influencias de la Escuela Quiteña se encuentran originalmente en la vertiente flamenca por Ricke y Gosseal, la española por Diego Rodríguez y Luis de Ribera y la italiana por Angélico Medoro y Mateo Pérez de Alecio. Estas tres fuentes se mantendrían a lo largo de toda la tradición hasta su último exponente, Manuel de Samaniego quien en su Tratado de pintura de 1790, tomaría en cuenta estos tres estilos buscando su renovación a través de Karl van Mander, Francisco Pacheco y Jacopo Vignola, respectivamente.

### El Manierismo y las primeras pinturas

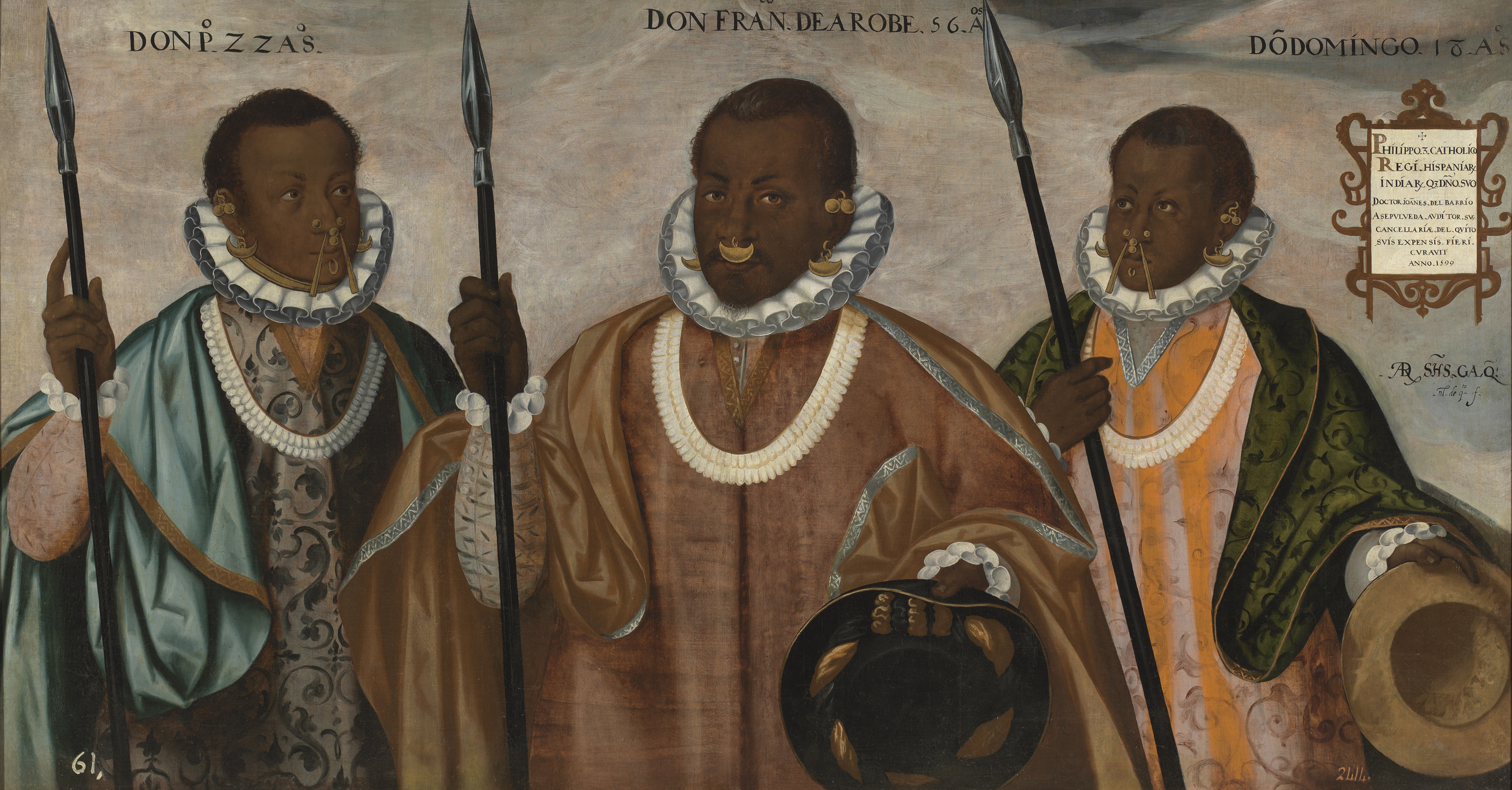
Los tres mulatos de Esmeraldas por Andrés Sánchez Gallque

Casi al final de este siglo, en 1599, además de la pintura religiosa, destaca Andrés Sánchez Gallque, a quien fue miembro de la cofradía iniciada por Pedro Bedón y se le atribuye el primer retrato: "Los tres mulatos de Esmeraldas" donde está pintado don Francisco de Arobe, de 56 años de edad, con dos de sus hijos, de 22 y 18 años llamados don Pedro y don Domingo. Este cuadro fue pintado con el fin de reconocer a los descendientes de esclavos alzados que se establecieron en la zona norte de Ecuador, llamado Esmeraldas. Esto sucedió cuando Francisco visitó la ciudad de Quito para aceptar la nueva Fe Católica y el bautismo (junto a su esposa indígena, doña Juana), permite la construcción de una iglesia en 1578 en San Mateo. Esta visita que se llevó a cabo en 1598 fue cuando se realizó el cuadro con el fin de enviarlo a Felipe III para informar sobre la pacificación de Esmeraldas.
Su estilo es considerado como manierista, estética que habría aprendido Andrés Sánchez en la década de 1580 con la influencia de pintores italianos e imitando pinturas que se traían desde Europa a la Real Audiencia de Quito. Es posible que utilizara como modelo una estampa que serviría de base para la pintura de los cuerpos. También se basó en el retrato de Francisco de Holanda Tirar polo natural. Por último, es el primer ejemplo de un cuadro con firma del artista, algo que no era común en esa época.

El cuadro fue enviado a España y desde entonces se encuentra en ese país. Actualmente forma parte de la colección del Museo del Prado, aunque se halla depositado en el Museo de América.

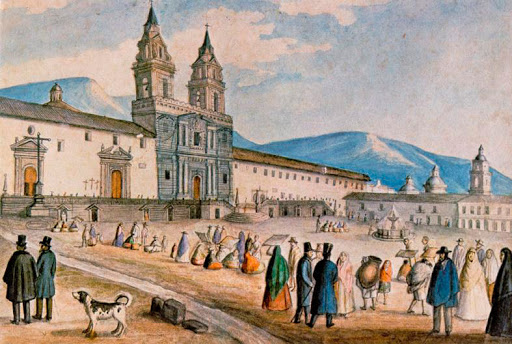
Iglesia de San Francisco donde empezaría la Escuela Quiteña Ricke y Gosseal
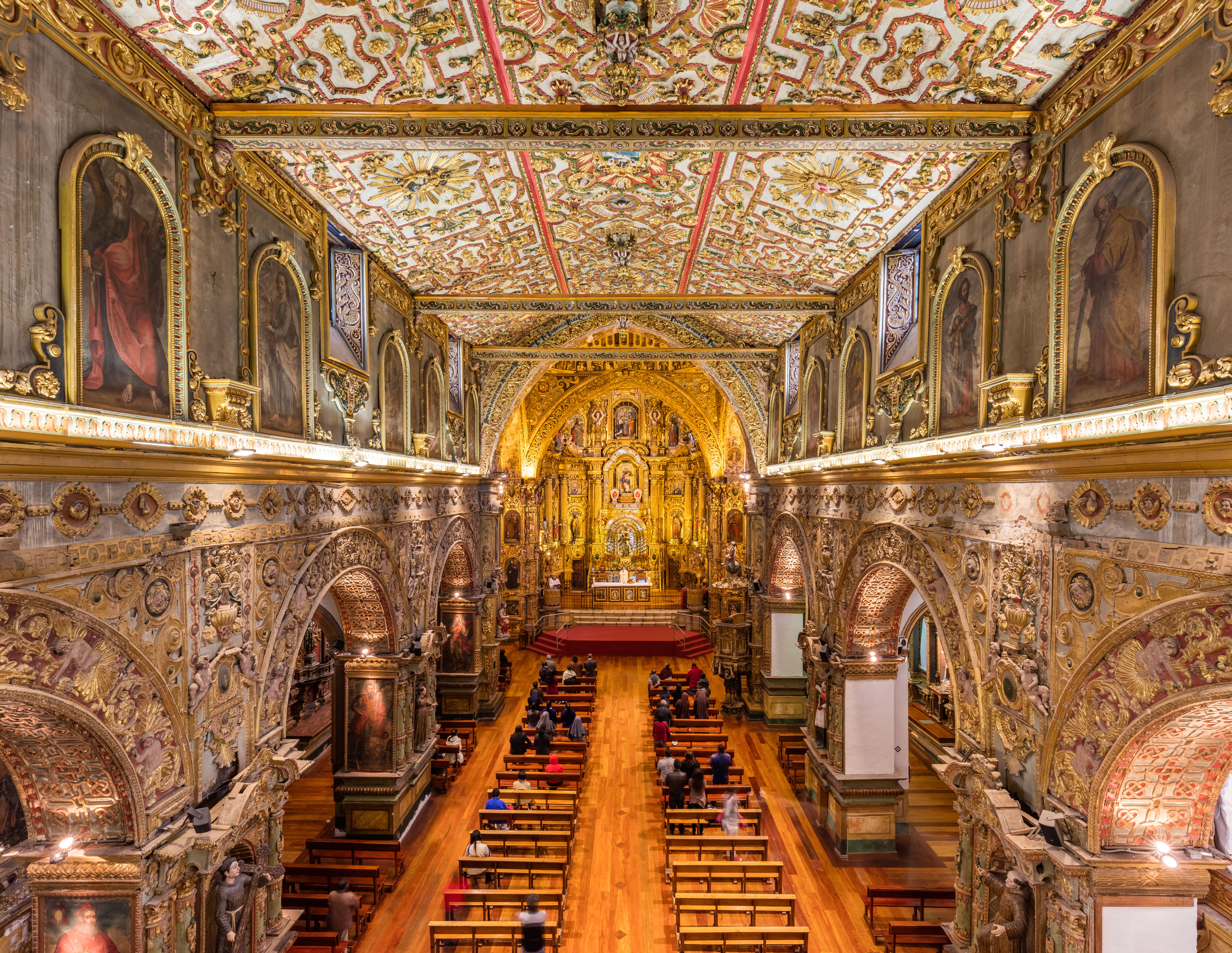
Nave central de San Francisco con cuadros de pintores anónimos de la Escuela Quiteña
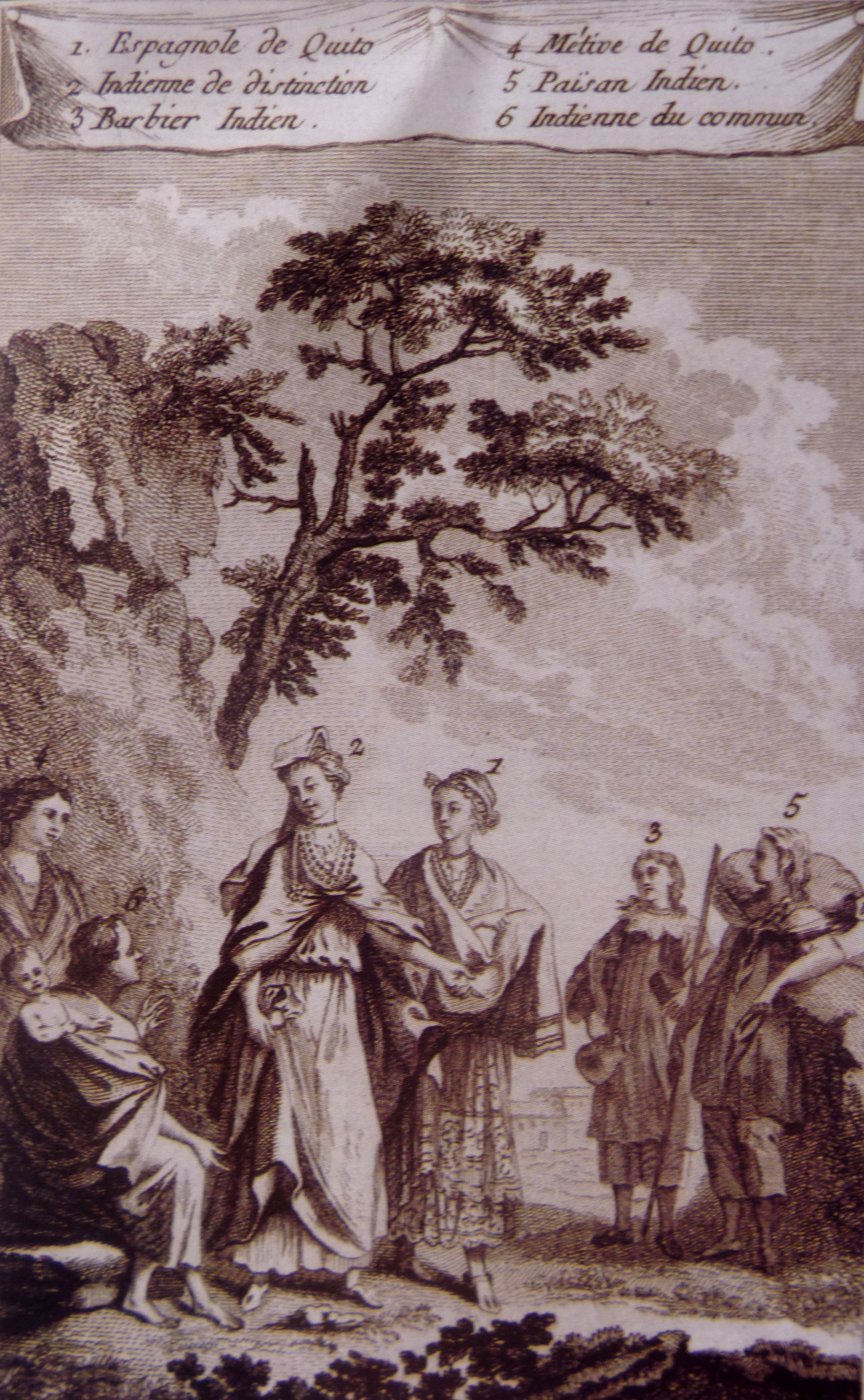
Dama principal de Quito y su corte indígena, anónimo.
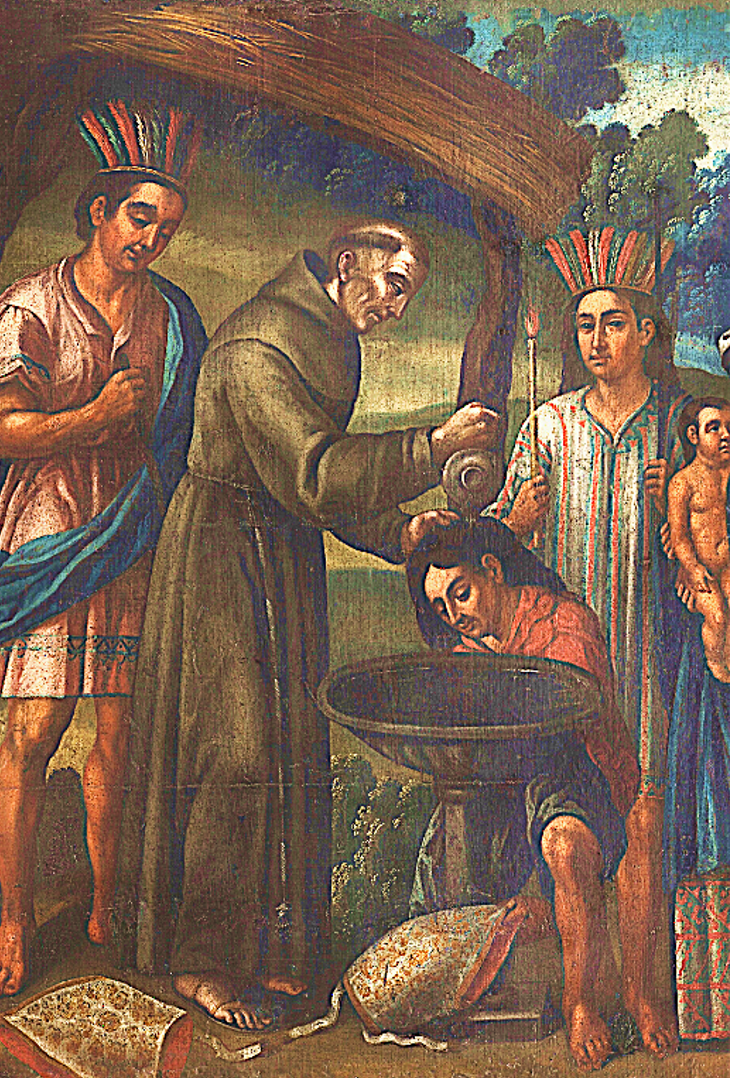
Fray Jodoco Ricke
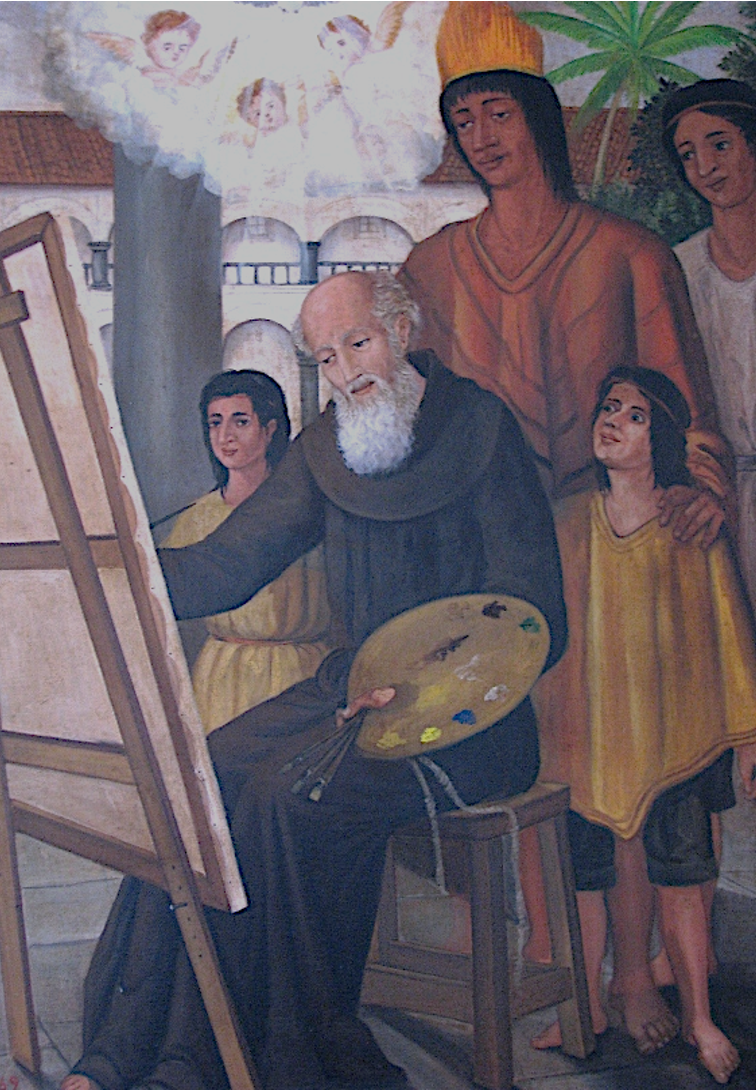
Fray Pedro Gosseal

## SigloXVII

### Barroco a finales del Siglo de Oro

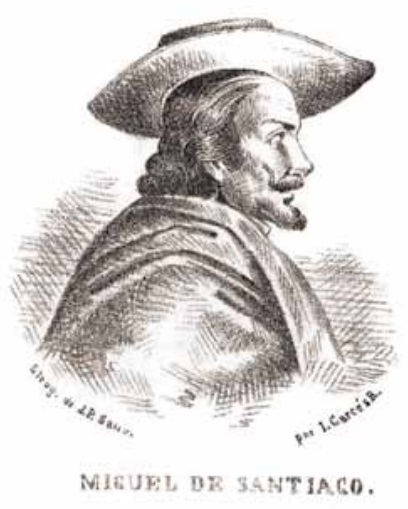
Supuesto retrato de Miguel de Santiago, en una litografía firmada por J. Garcés R. Aparece en el artículo autobiográfico de Juan León Mera, publicado el 20 de noviembre de 1861.

Una vez construidas las iglesias empezó su decoración y gracias a eso también el resplandor de la Escuela Quiteña en su pintura, que empezaron a usar técnicas barrocas como el claroscuro. Todo esto se desarrollaría en paralelo a lo que sería el fin del Siglo de Oro. 
Hernando de la Cruz, nacido en Panamá, en lo que era parte de la monarquía española y después radicado en la Real Audiencia de Quito, destacó como pintor gracias a sus obras "El Infierno" y "El Purgatorio". Actualmente estas se encuentran en la Iglesia de la Compañía de Jesús en el centro de Quito.
Por otro lado, Miguel de Santiago fue un destacado pintor barroco que ganó mucha fama por sus cuadros, igualmente de temática religiosa como "La Inmaculada Concepción" y el "Cristo de la Agonía". Sobre este último lo más destacable es la técnica para representar la anatomía del cuerpo logrando gran expresión y realidad.
A finales del siglo XVII e inicios del XVIII Nicolás Javier de Goríbar empezó a cobrar fama como pintor gracias a sus cuadros "Los Profetas", "Los Reyes de Judá" y "la Virgen del Pilar", igualmente con temática religiosa destinada para adornar las iglesias de Quito. 
Igualmente en esta época, la hija de Miguel de Santiago, Isabel de Santiago, fue una de pocas mujeres que lograron reconocimiento en la como pintoras durante la Real Audiencia. Destacó por sus obras "Sor Juana de Jesús", "El hogar de Nazareth", "El Arcángel Gabriel", "San Gabriel" y "La contemplación mística de San Agustín".
Esta época destacó por ser la consolidación y desarrollo cultural de las ciudades fundadas durante la conquista el siglo anterior. Fue entonces durante este siglo llega a su máximo esplendor la Escuela Quiteña gracias a la construcción de iglesias, así como la reconstrucción de otras que habían sido destruidas durante los terremotos que azotaron a la Real Audiencia en este siglo. La pintura se concentraría alrededor de:
- Catedral metropolitana de Quito: reconstrucción de su fachada e interiores, incluyendo sus pinturas después de la erupción del Volcán Pichincha en 1660, por orden del obispo Alonso de la Peña y Montenegro.
- Iglesia de la Compañía: inicio de su construcción a partir del trabajo de la orden jesuita que se había establecido inicialmente en la Real Audiencia durante el año 1586. Aquí se encuentran cuadros como los Profetas de Nicolás Javier de Goríbar y el Infierno de Hernando de la Cruz.
- Iglesia de San Francisco: lugar de origen de la Escuela Quiteña que durante este siglo vivió la culminación de la primera etapa de su construcción e inicio de su segunda.
- Iglesia de Nuestra Señora de Guápulo: construcción en 1620 como el primer convento mariano en la Real Audiencia. Aquí desarrollaría gran parte de su trabajo Miguel de Santiago.
- Iglesia de Santo Domingo: culminación de su construcción a cargo del fray Juan Mantilla en el año 1688. Aquí se conserva la pintura mural de la Virgen de la Escalera, que fue realizada por Pedro Bedón durante los primeros años de este siglo.
- Colección personal de obras de arte de Antonio de Morga: cuando llegó a posesionarse como Presidente de la Real Audiencia, trajo consigo una librería de cerca de trescientos volúmenes, alfombras de Castilla y Persia, reposteros de terciopelo azul de china, taburetes japoneses, y además cuadros y esculturas. En 1629, se le ofrecería al Presidente la posibilidad de incrementar su colección de obras de arte, por lo que el padre agustino Leonardo de Araujo viajó a Roma donde adquiriría una colección de obras artísticas para el Convento de Quito, sin embargo no podría justificar la compra y Morga, a través de Antonio Vázquez Albán adquiriría la colección traída por Araujo que incluía: once láminas de bronce con pinturas de motivos religiosos, quince láminas de piedra, cinco lienzos de pintura con los Doctores de la Iglesia, entre otras obras. Morga además de ser el presidente de la Real Audiencia que tuvo mayor tiempo de gobierno, tendría esta influencia importante por su amor al arte. Moriría en 1636 sin dejar testamento por lo que se haría un remate de su colección que sería adquirido por quiteños aficionados y terminaría influyendo aún más al desarrollo de la pintura.[1]

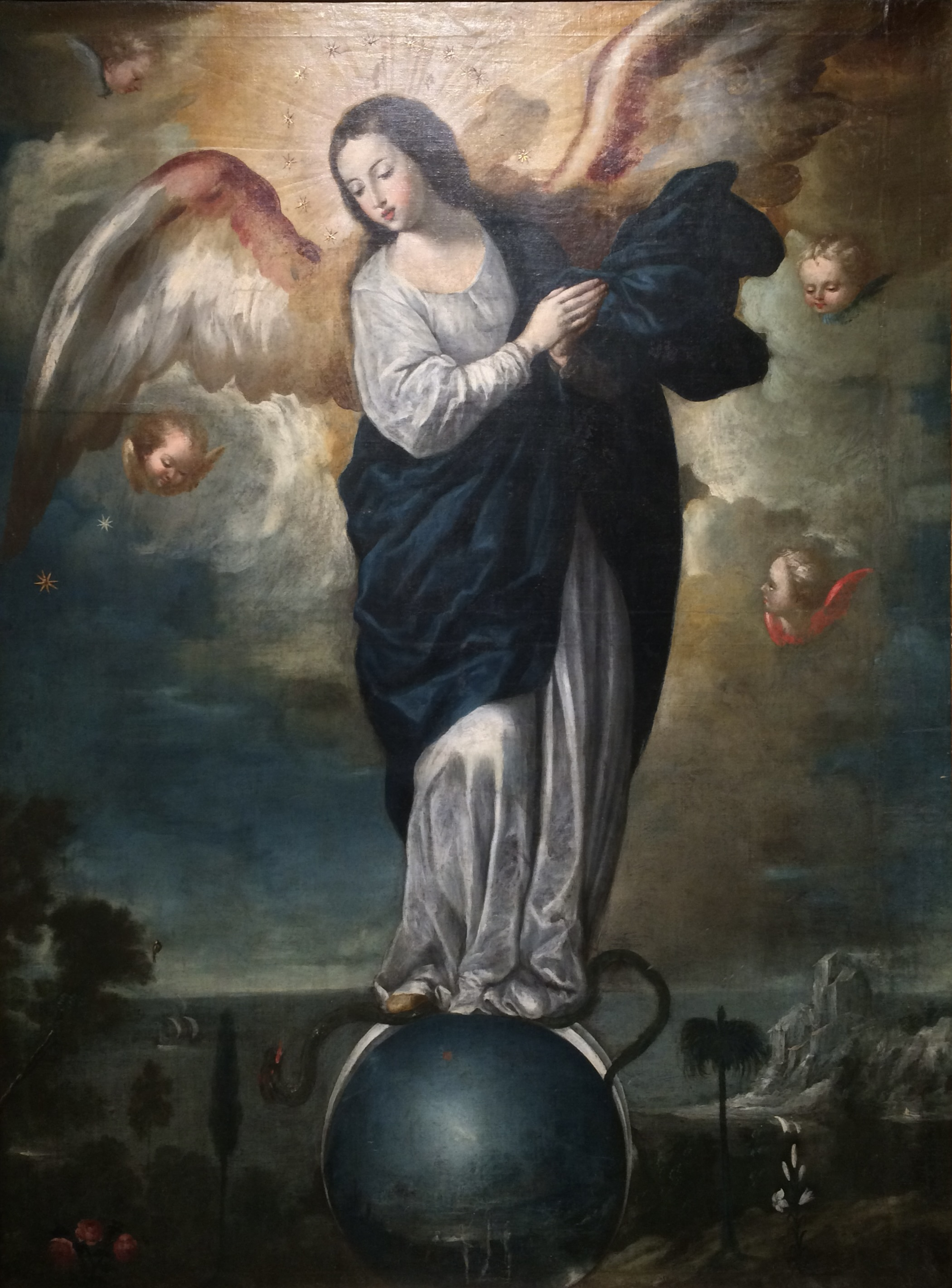
"Inmaculada alada" (s. XVIII), óleo sobre lienzo de Miguel de Santiago
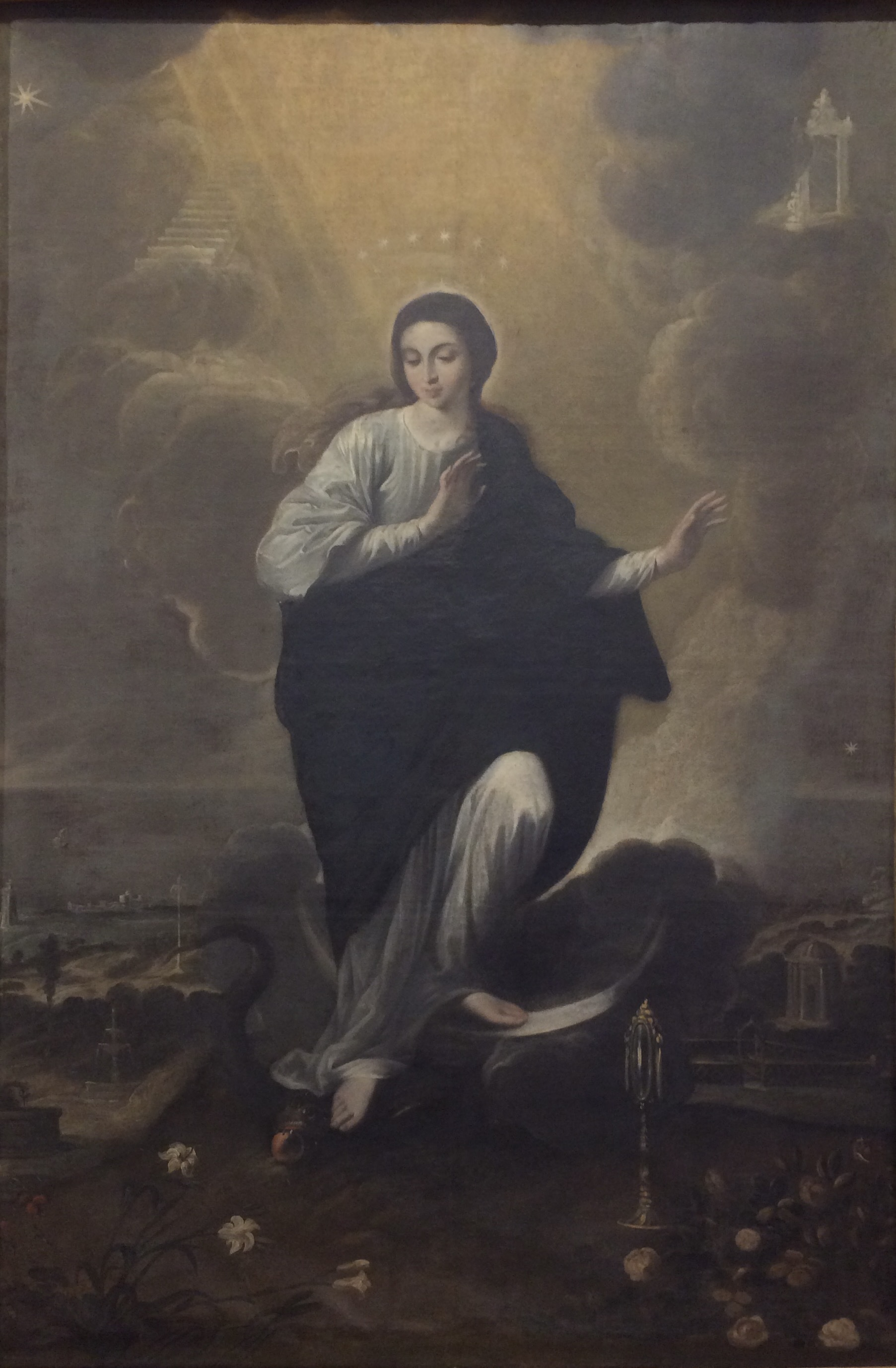
"La Inmaculada" (s. XVII), óleo sobre lienzo de Miguel de Santiago.jpg
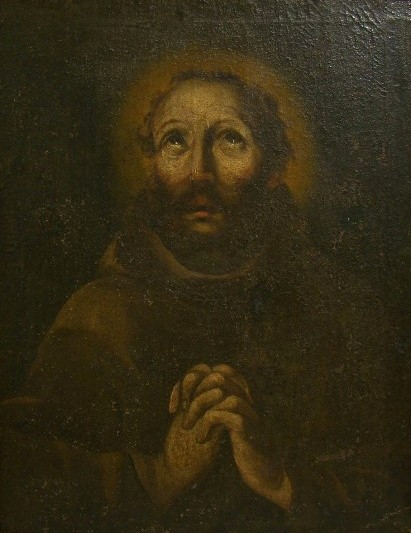
San Francisco de Asis, anónimo
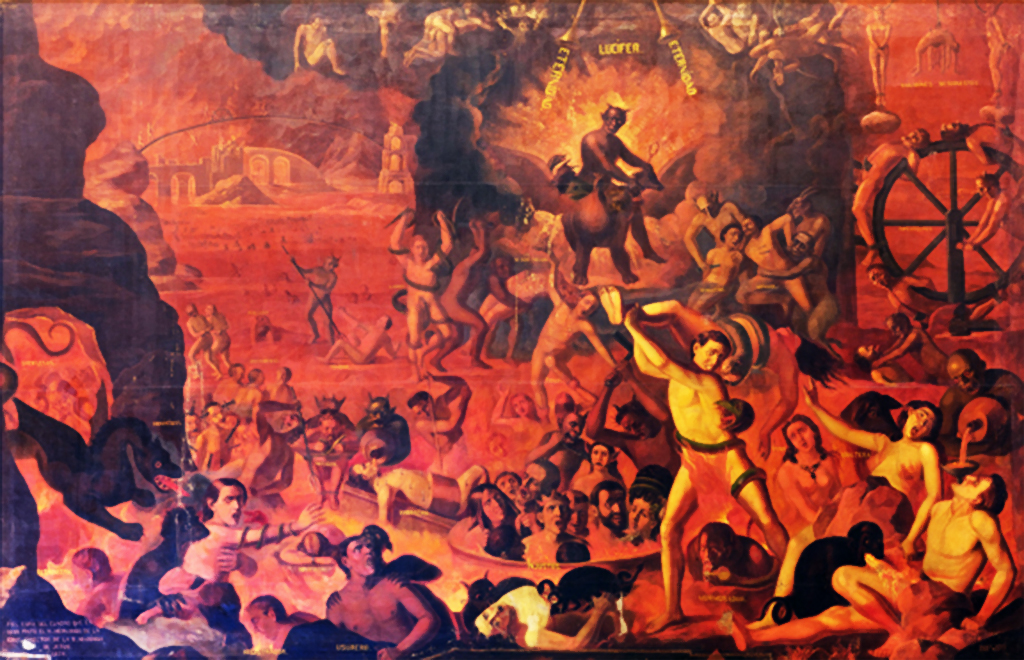
Infierno por Hernando de la Cruz
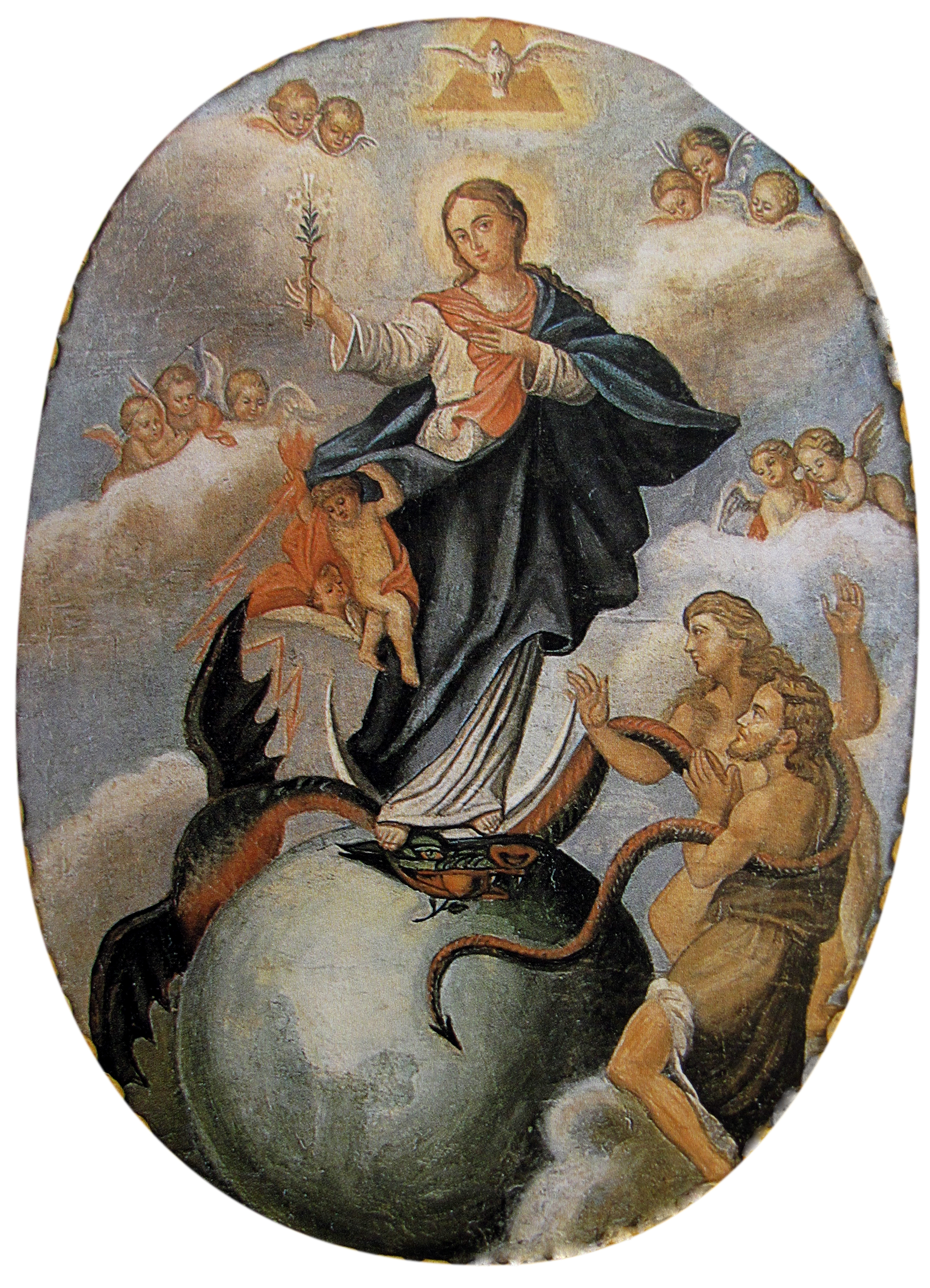
Virgen Inmaculada con Adán y Eva, por Goribar

## SigloXVIII

### Barroco tardío y rococó
Durante el inicio del siglo dieciocho la Escuela Quiteña de arte había logrado mucha fama y sus pinturas ya no solo adornaban las iglesias locales, o eran solicitadas en otros lugares de la monarquía española sino que fueron conocidos en el resto de Europa. Esto hizo que el barroco como estilo se extienda durante estos años y se convirtiera en una fuente importante de ingresos para la Real Audiencia de Quito que además de eso dependía principalmente de los obrajes, la artesanía, la agricultura y los astilleros.

La obra de Sor María Estefanía Dávalos y Maldonado, sobrina del científico Pedro Vicente Maldonado fue importante, especialmente "La conversión de San Pablo", que fue realizada aproximadamente en el año 1738. Actualmente en El Carmen Moderno se encuentran las reliquias, pinturas y esculturas de María y su hermana Magdalena. Sobre la primera es conocida la frase de La Condamine cuando visitó la Real Audiencia durante la Misión Geodésica: 
La mayor de ellas poseía un talento universal: tocaba el arpa, el clavicordio, la guitarra, el violín y la flauta mejor dicho, todos los instrumentos que llegaban a sus manos. Sin maestro alguno pintaba en miniatura y al óleo. Yo mismo vi en su caballete un cuadro que representaba La Conversión de San Pablo, con treinta figuras correctamente dibujadas, y para el cual había sacado mucho partido de los malos colores del país. Con tantas prendas para agradar en el mundo, esta joven no deseaba más que hacerse carmelita; y para no poner por obra sus deseos la contenía solamente el amor tierno que profesaba a su padre, quien después de haber resistido largo tiempo, le dio, al fin su consentimiento, y así profesó en Quitó el año de 1742 

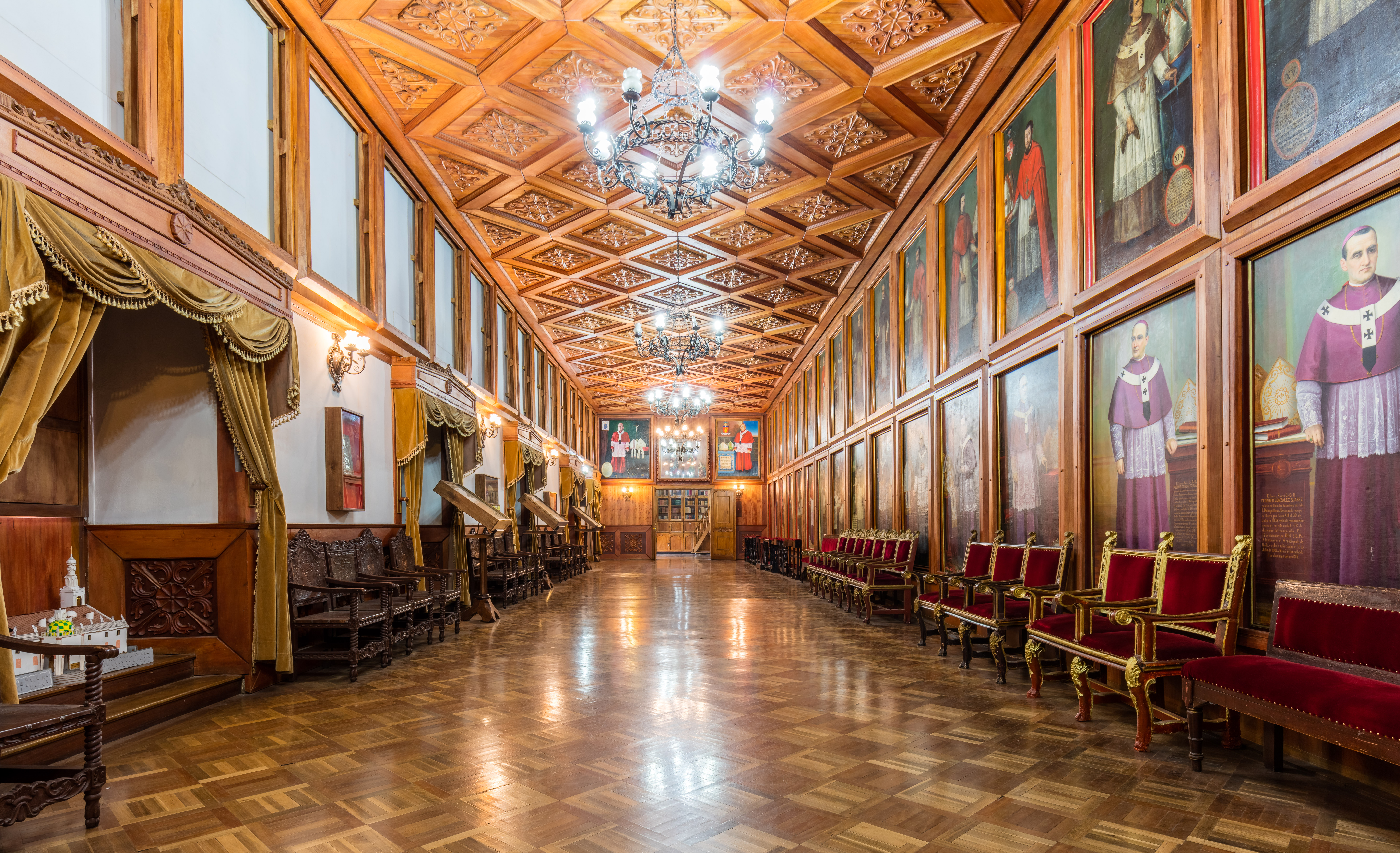
Museo de la Catedral Metropolitana de Quito, con la galería de los Obispos de Quito, a la derecha.

Además de ella, fueron pintores importantes Francisco Albán, Bernardo Rodríquez y Laureano Dávila. Se puede ver que la abundancia de representantes de esta escuela se daba además, debido a que el anonimato había dejado de ser la regla en la presentación de las pinturas y ahora era más común que los artistas se hagan un nombre y fama. Esto complementó al rol en la economía que la pintura ganaba en la Real Audiencia de Quito y contribuyó a la profundización de su desarrollo. Este fenómeno en parte explica por qué el barroco siguiera siendo una opción válida como una corriente estética en el siglo XVIII, lo que tiene sus paralelismos en la teología que se mantenía, siguiendo los cánones de la escolástica tradicional gracias a los cursos de Jacinto Morán de Butrón y al culteranismo en la literatura que desarrolló Juan Bautista Aguirre y José de Orozco. Todo esto después de que el Siglo de Oro en la península hubiera terminado a mediados del siglo XVII como tradicionalmente se considera el trabajo en la escolástica de Juan de Mariana y en la literatura de Calderón de la Barca y Baltazar Gracián. 
Manuel de Samaniego fue un pintor y escultor a quien se le considera como uno de los últimos representantes de la Escuela Quiteña de arte. Su obra se enmarca entre el barroco y rococó. Además de pintar, y gracias a la influencia de Francisco Pacheco, Samaniego escribió un "Tratado de Pintura", a través del cual intentó sistematizar la producción en estilos tanto barroco como rococó que había tenido importancia dentro de los artistas del siglo dieciocho. 

En este estilo también destacó José Cortés de Alcocer por sus obras, atribuidas pero aún no confirmadas, de la Serie de la Vida de la Virgen. Esta serie, atribuida también a sus hijos Antonio y Nicolás está pintada en óleo sobre láminas colocadas en marcos de plata. Su estilo rococó toma como modelo los cuadros de Gottfried Bernhard Goetz, de la Escuela de Augsburgo. Se caracteriza porque comparte la temática religiosa del barroco pero cambia mucho la paleta de colores para abandonar el claroscuro que imprimía tanto drama dentro de la corriente anterior y aprovechar los colores vívidos para expresar de manera renovada antiguos temas como las representaciones clásicas de la Virgen María o la Santísima Trinidad. 

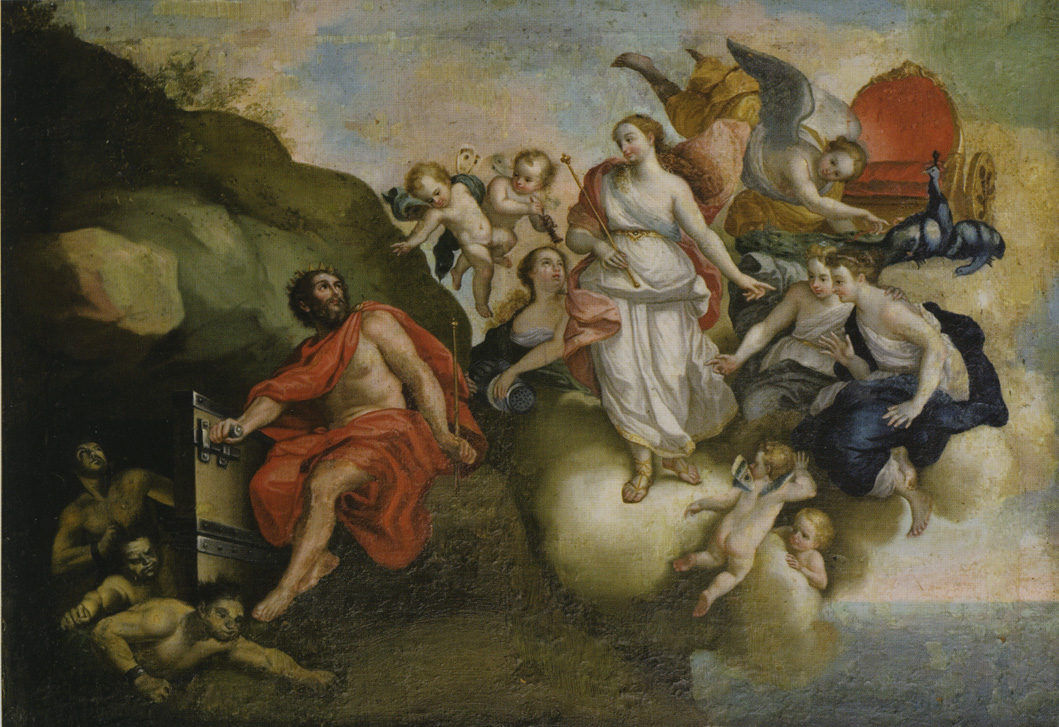
Aire (Juno orders Aeolus) por Manuel de Samaniego
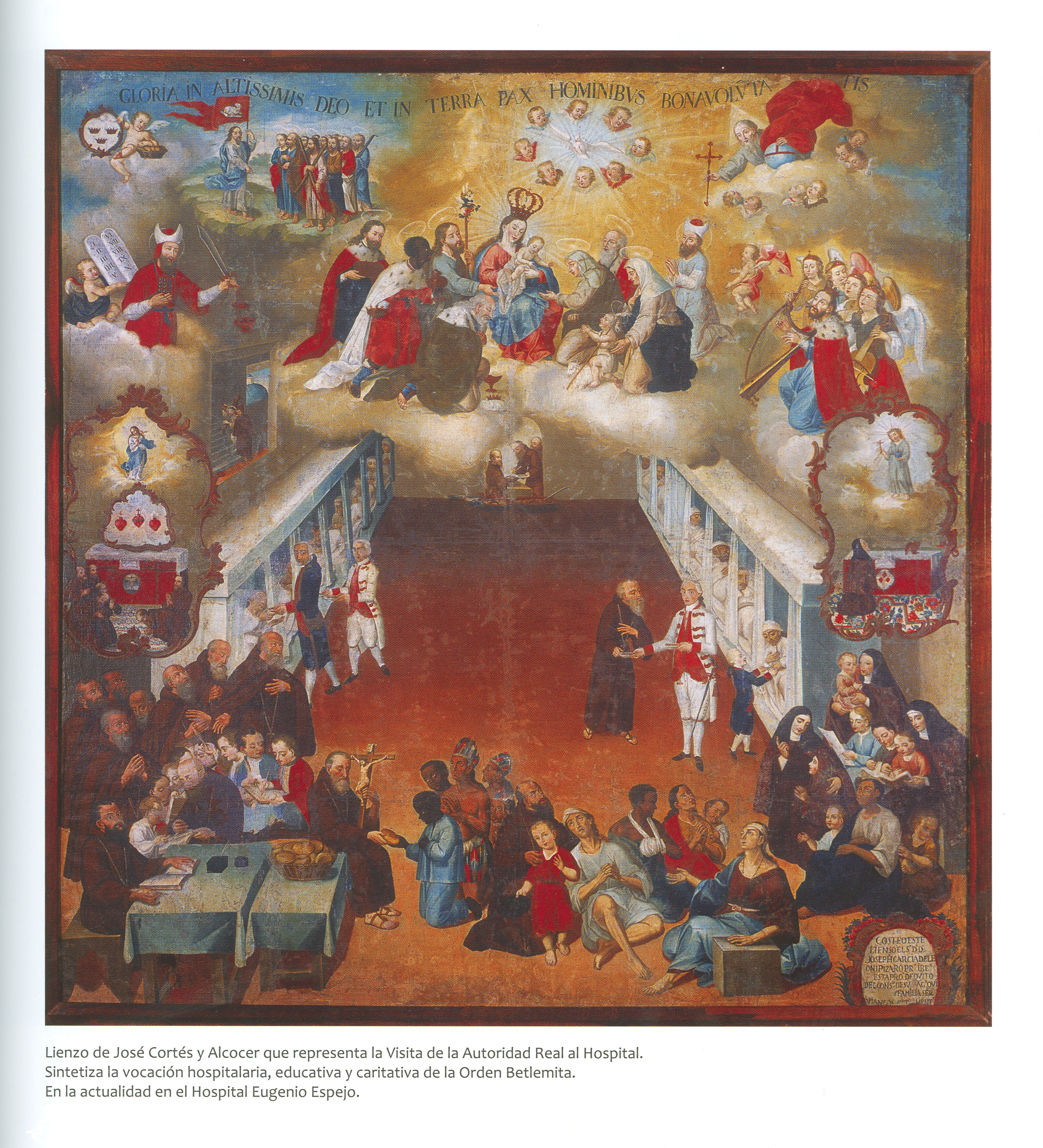
José García de León y Pizarro visita el Hospital San Juan de Dios de Quito por José Cortés de Alcocer
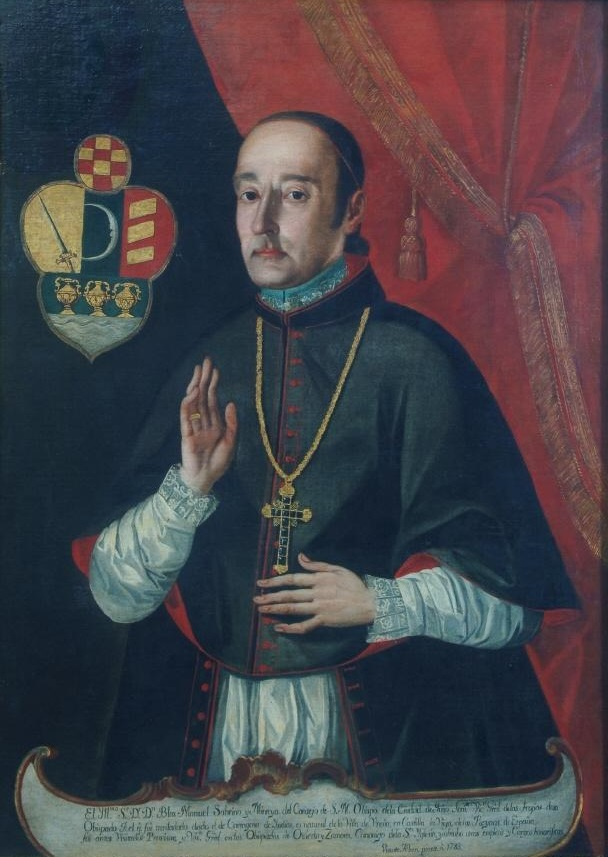
Retrato del Obispo de Quito, Blas Sobrino y Minayo, por Vicente Albán
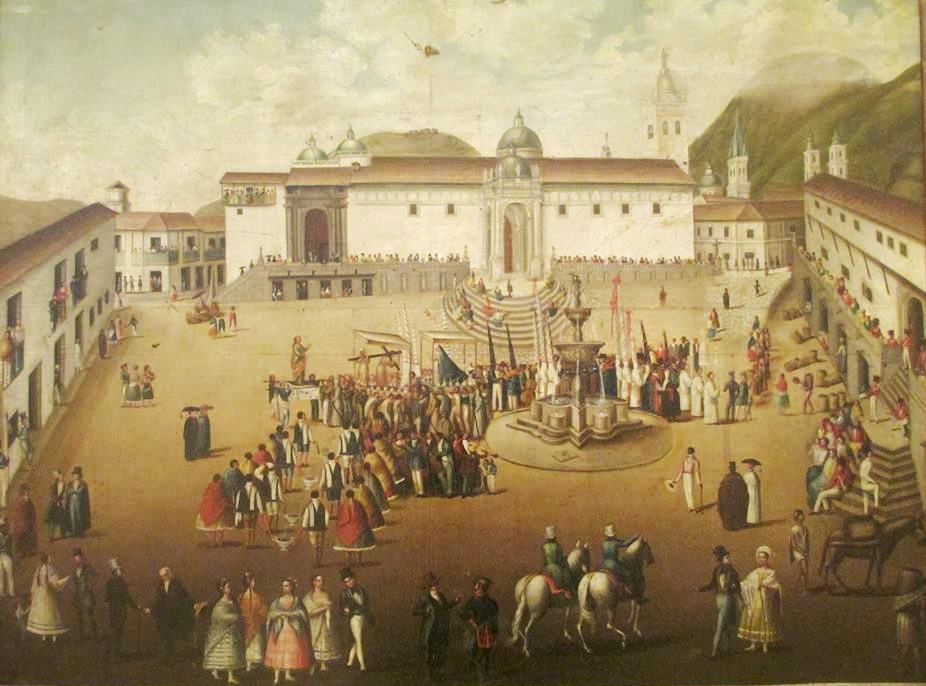
Plaza principal de Quito, anónimo - siglo XVIII (Museo de la Moneda, Bogotá)
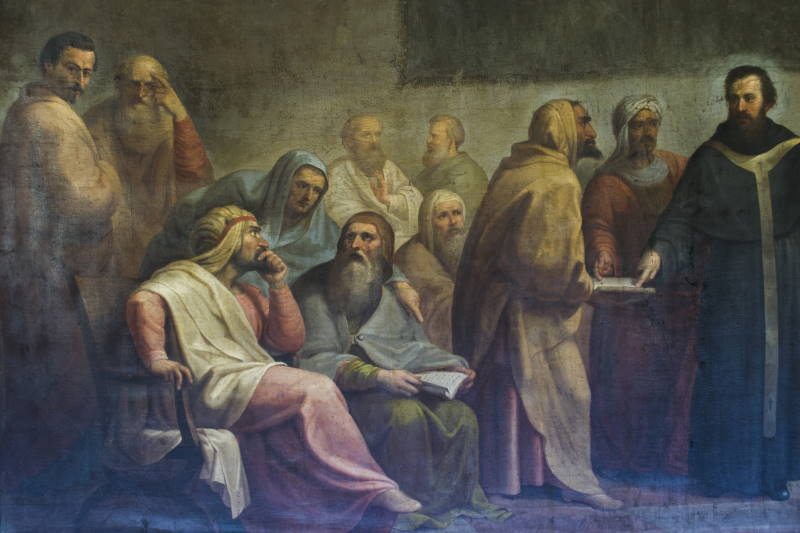
Anónimo

### Naturalismo en la ilustración
El siglo XVIII, que se caracterizó por las luces de la ilustración tendría su impronta dentro del arte a través del naturalismo de finales de ese siglo. Para ello destacó el pintor Vicente Albán quien a pedido del científico José Celestino Mutis que había empezado una misión para recopilar muestras botánicas en los territorios del Virreinato de Nueva Granada, realizó pinturas de indígenas, yumbos, mestizos y blancos en su ropa tradicional, y con la comida representativa, en su mayoría frutas. Las pinturas fueron creadas a través de una técnica de óleo sobre lienzo y son el mejor ejemplo de arte con motivos científicos y ya no religiosos. Lo que marca una ruptura ya que antes las variaciones habían sido estilísticas pero no temáticas. A partir de esto, si bien el arte religioso no pararía, si daría espacio para el desarrollo de una alternativa secular en los siguientes dos siglos que tuvo temáticas política, sociales y económicas. 
En este sentido también destacó como pintor botánico Antonio Cortés y Nicolás Cortés, hijos de José Cortés de Alcocer. Juntos se vincularon a la Expedición Botánica en 1786. La obra más importante de Antonio en este estilo fueron sus "Setenta y dos láminas botánicas para la Flora de Bogotá". Por otro lado, Nicolás nos dejó sus Veinte y tres láminas botánicas firmadas (para la Flora de la Real Expedición Botánica del Nuevo Reino de Granada).

Si el siglo XVII fue el desarrollo de la pintura en los conventos e iglesias de la Real Audiencia, en el XVIII en cambio se vivió un reconocimiento internacional del que fue testigo Juan de Velasco, jesuita expulsado que vivió el final de su vida en Faenza, Italia:
No pocos de sus artistas se han hecho célebres y de gran nombre. Entre los antiguos se llevó las aclamaciones en la pintura un Miguel de Santiago, cuyas obras fueron vistas con admiración en Roma y en los tiempos medios un Andrés Morales. Entre los modernos que eran muchos, conocí a varios que estaban en competencia y tenían sus partidarios protectores. Eran: un Maestro Vela nativo de Cuenca; otro llamado el Morlaco, nativo de la misma ciudad; un Maestro Oviedo nativo de Ibarra; un indiano llamado el Pincelillo nativo de Riobamba; otro indiano joven nativo de Quito, llamado el Apeles; y un Maestro Albán, nativo también de Quito. Varias pequeñas obras de este último y de otros modernos, cuyos nombres ignoro, llevadas por jesuitas, se ven actualmente en Italia, no diré con celos, pero sí con grande admiración, pareciendo increíble que puedan hacerse en América cosas tan perfectas y delicadas.

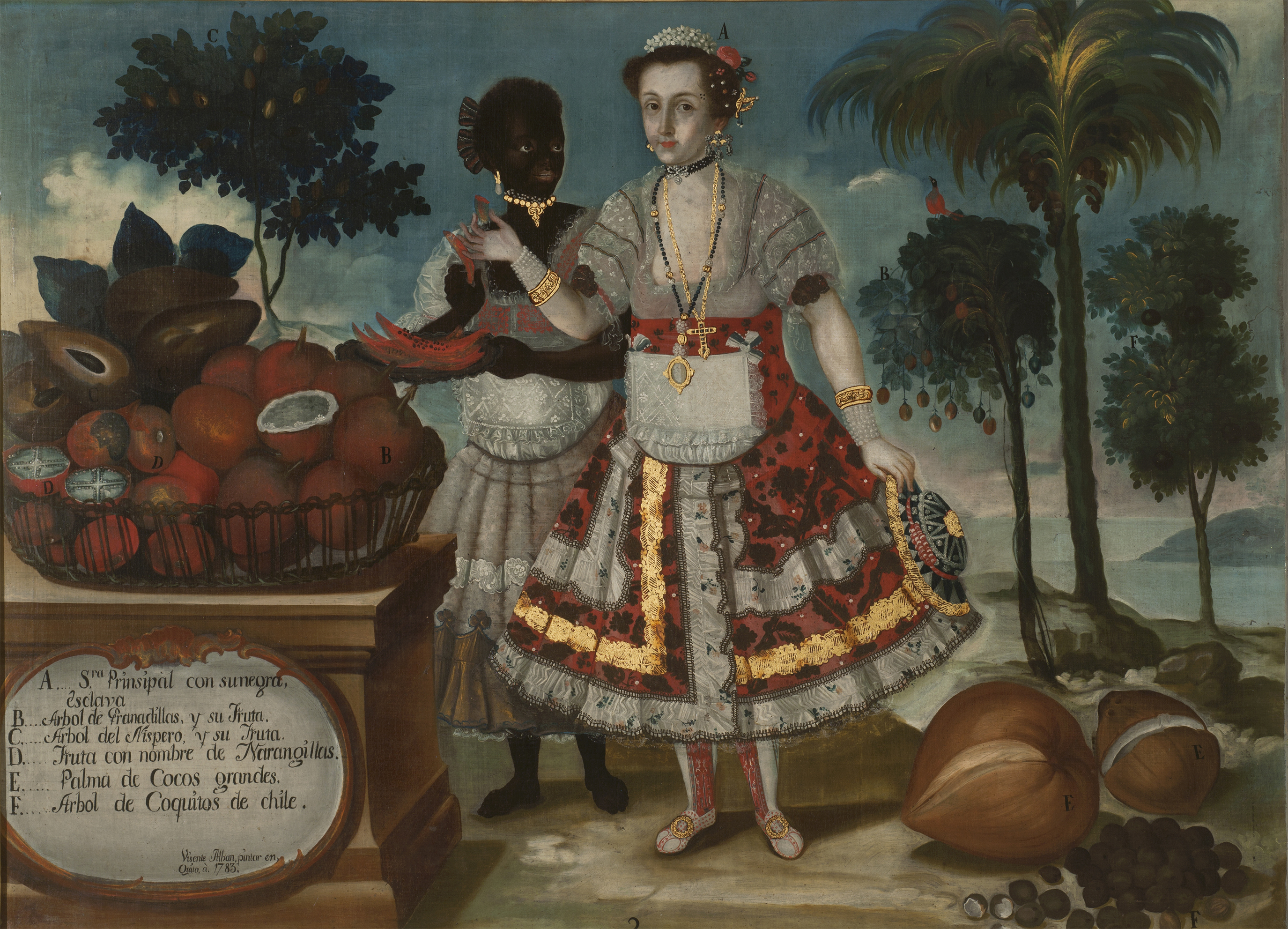
Retrato de una señora principal con su negra esclava por Vicente Albán
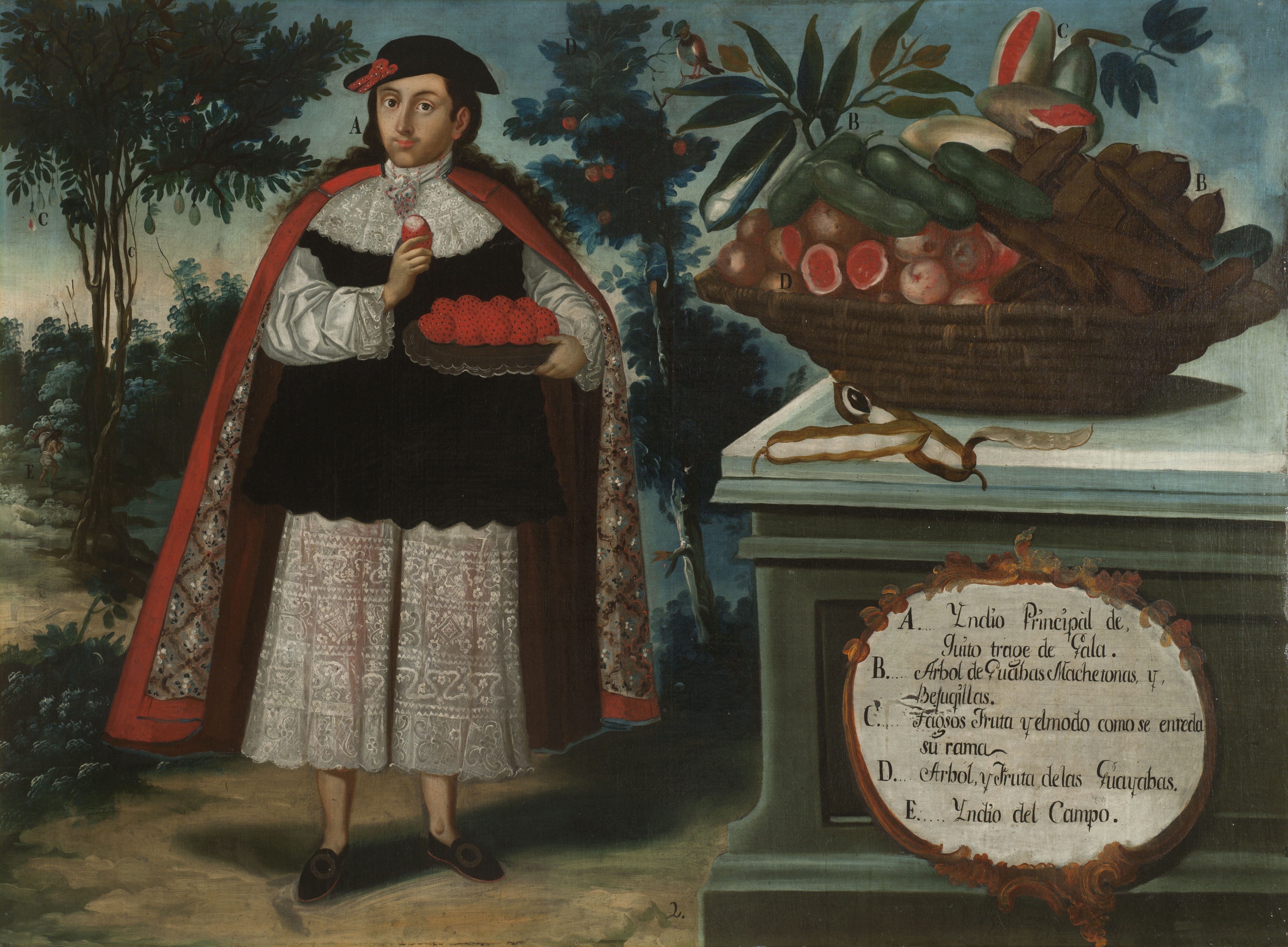
Indio Principal de Quito con traje de gala por Vicente Albán
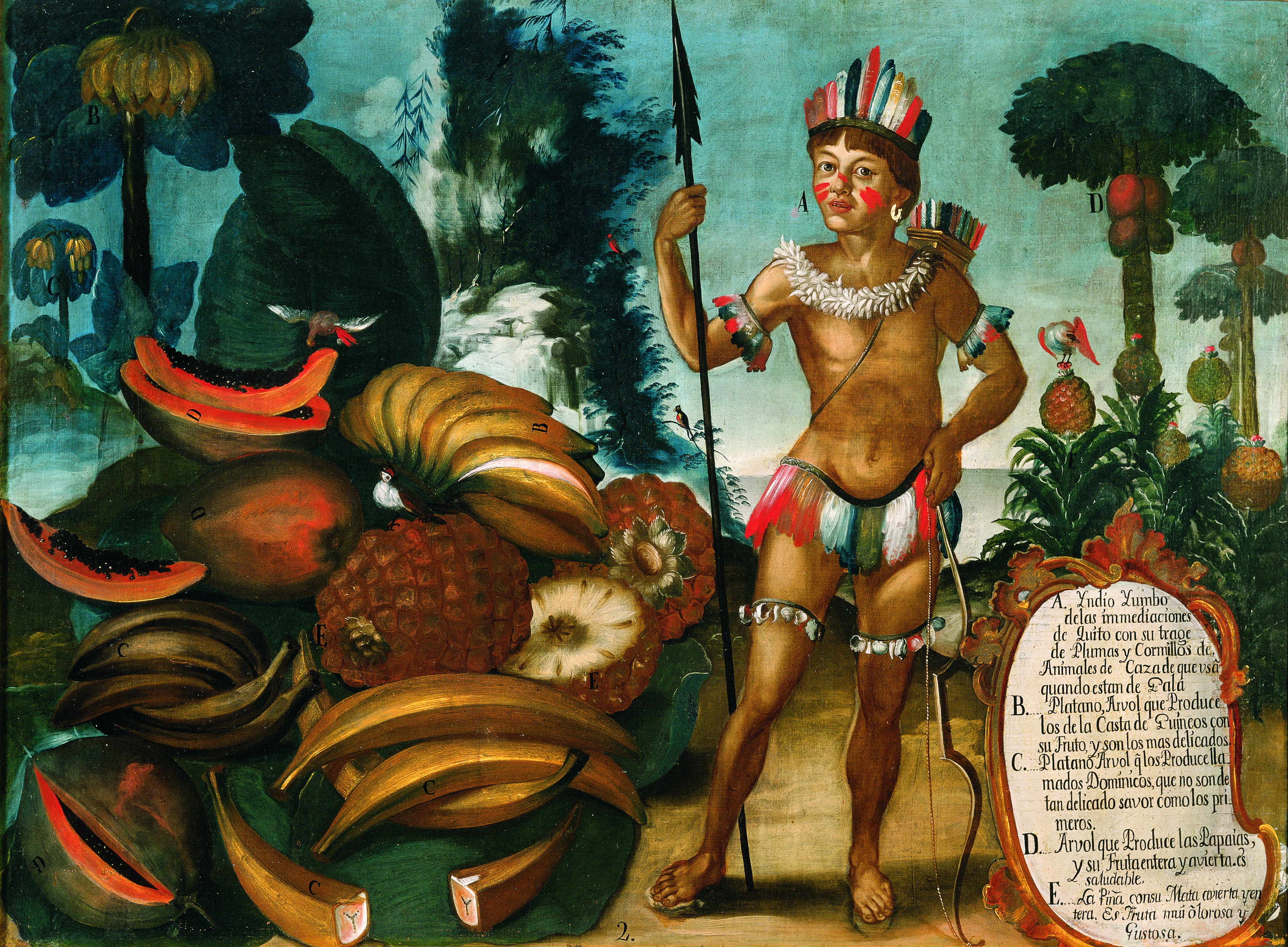
Indio Yumbo de las inmediaciones de Quito con sus trajes de plumas y colmillos de animal de caza que usan cuando están de gala por Vicente Albán
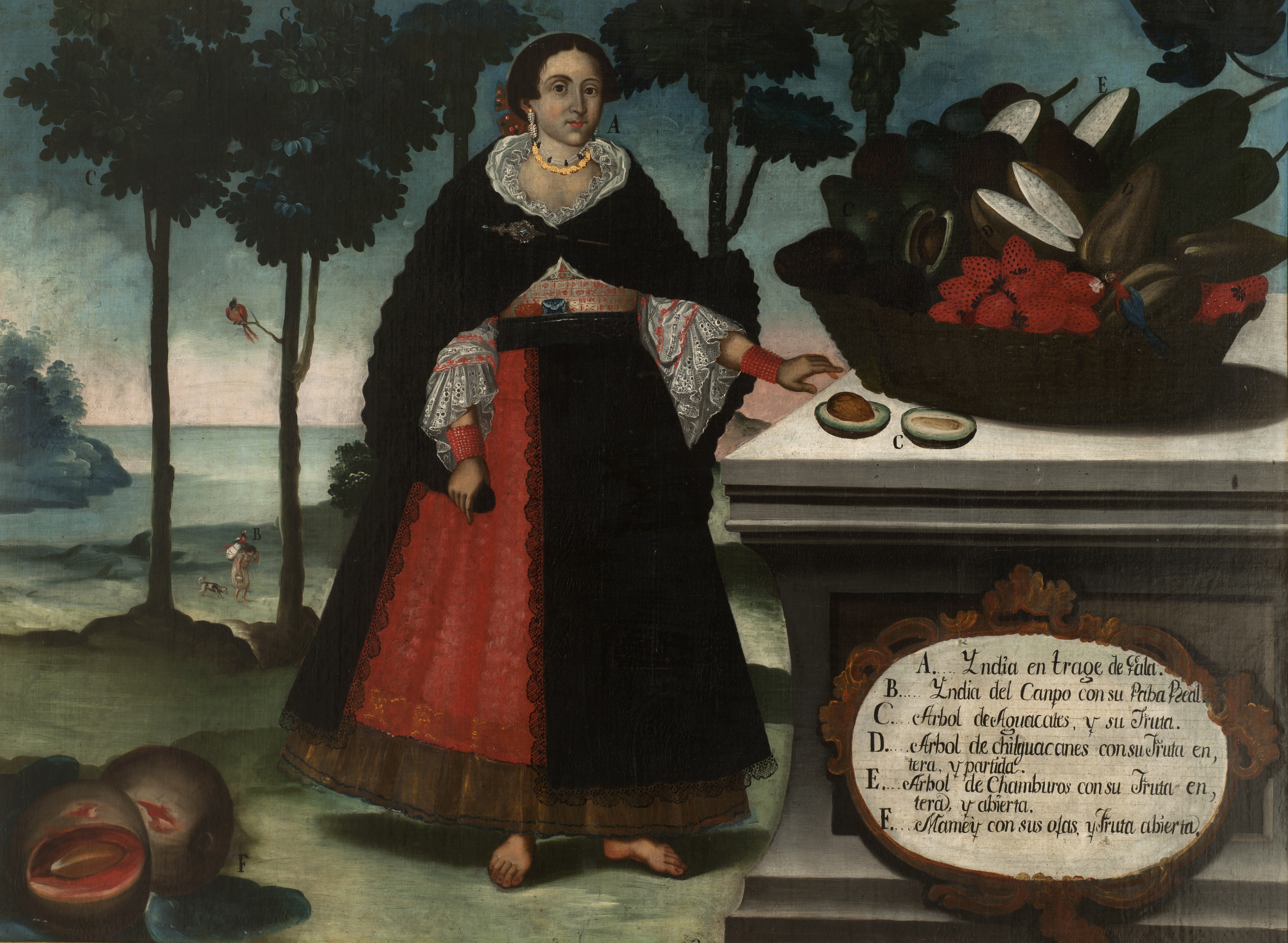
India en traje de gala por Vicente Albán
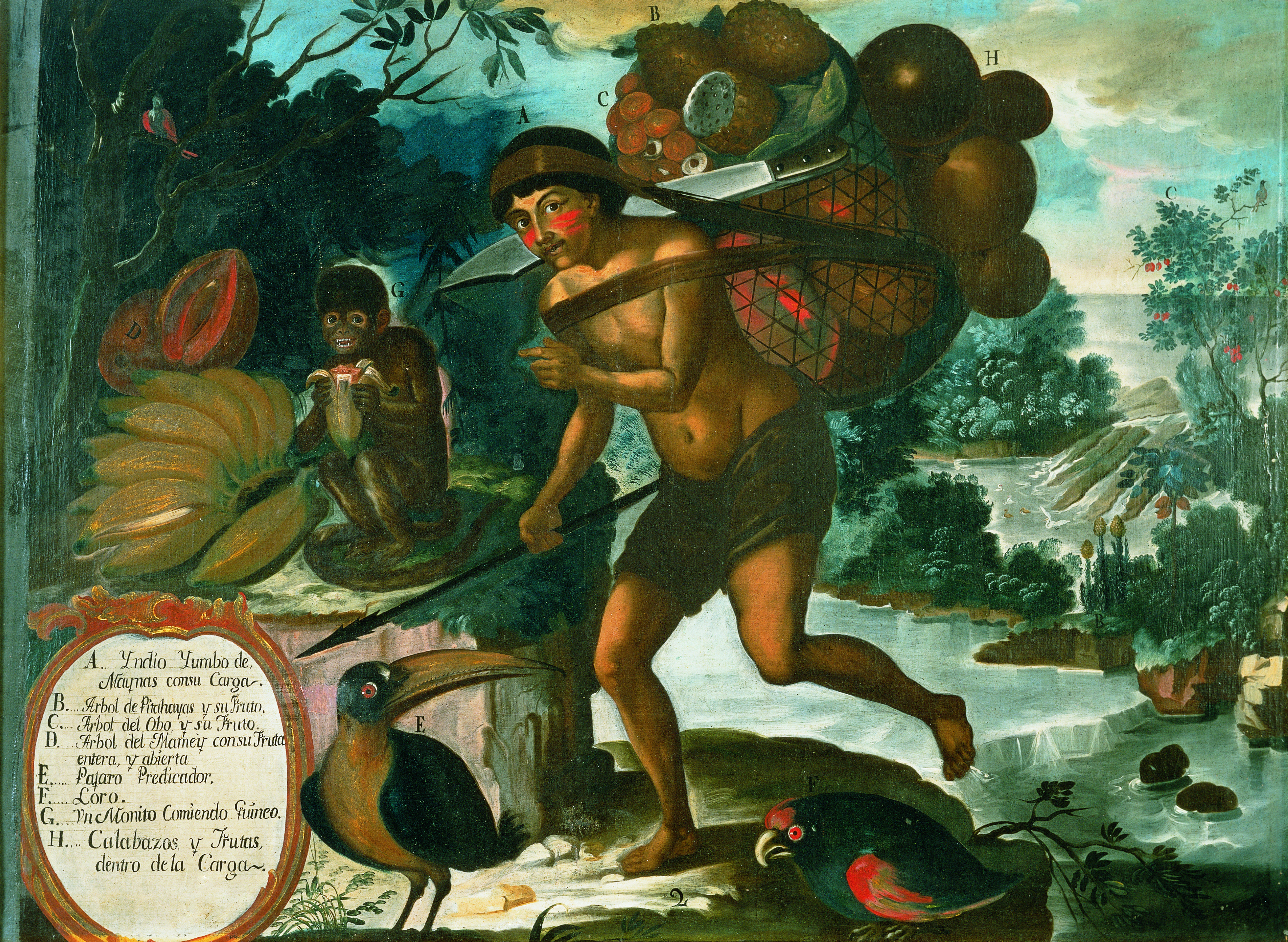
Indio yumbo de Maynas con su carga con flora y frutos del país por Vicente Albán

## SigloXIX

### Neoclasicismo y la transición

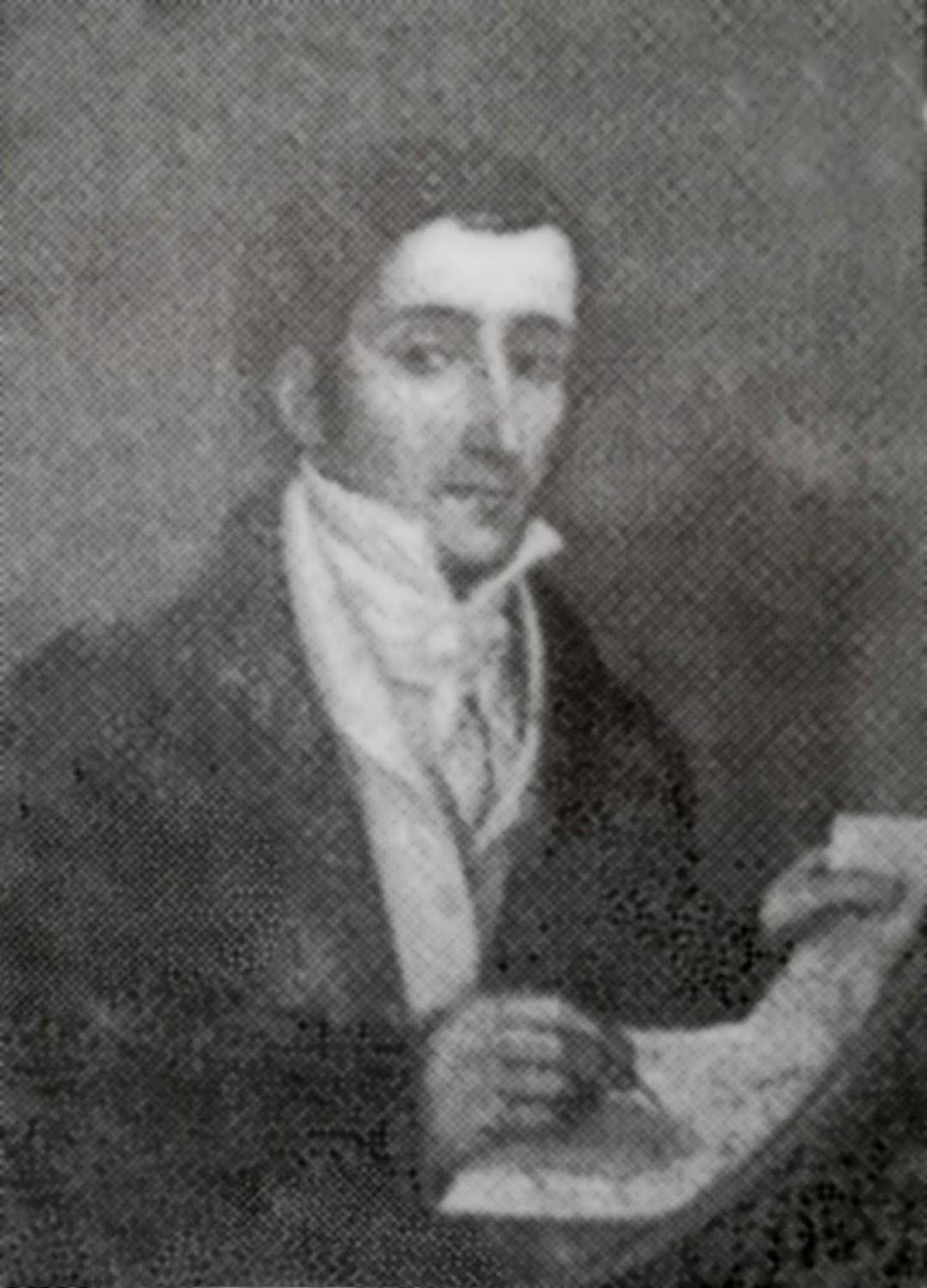
Autorretrato de Antonio Salas Avilés

El siglo XIX con las guerras de independencia fue un siglo de transición que marcó el fin de la Escuela Quiteña teniendo como último representante a Manuel de Samaniego y con ello el inicio de nuevas tendencias estéticas. Por esto es importante la obra de Antonio Salas Avilés quien muestra esta transición al ser un pintor con una faceta religiosa y otra política que respondía tanto a la herencia de la pintura colonial como a las guerras de la independencia que marcaron el arte en esa época. Por esto destacó como retratista de los libertadores que lucharon por separarse de la monarquía española, y fue conocido especialmente por su retrato de Simón Bolívar y de Manuela Sáenz. 
Su vida simboliza la transición o el puente entre ambos mundos y se supo adaptar hábilmente al entorno cambiante, caótico y marcado por limitaciones económicas.  Fue al mismo tiempo el pintor más destacado que se formó en sus inicios en el taller de pintura de Manuel de Samaniego y de Bernardo Rodríguez, y terminaría destacando como uno de los principales retratistas de la independencia con un estilo más neoclásico. En sus cuadros además del cambio de temática también se ve una evolución en la paleta de color, algo por lo que se había esforzado Samaniego y lo había inculcado a través de su tratado de pintura.

Además también es destacable la obra de su hijo Rafael Salas que continuó con el legado de su padre, ahora con temas mucho menos religiosos y más orientados a la naturaleza iniciando lo que sería el siguiente periodo, el romanticismo. Bajo su dirección se formaría además el pintor Luis A. Martínez.

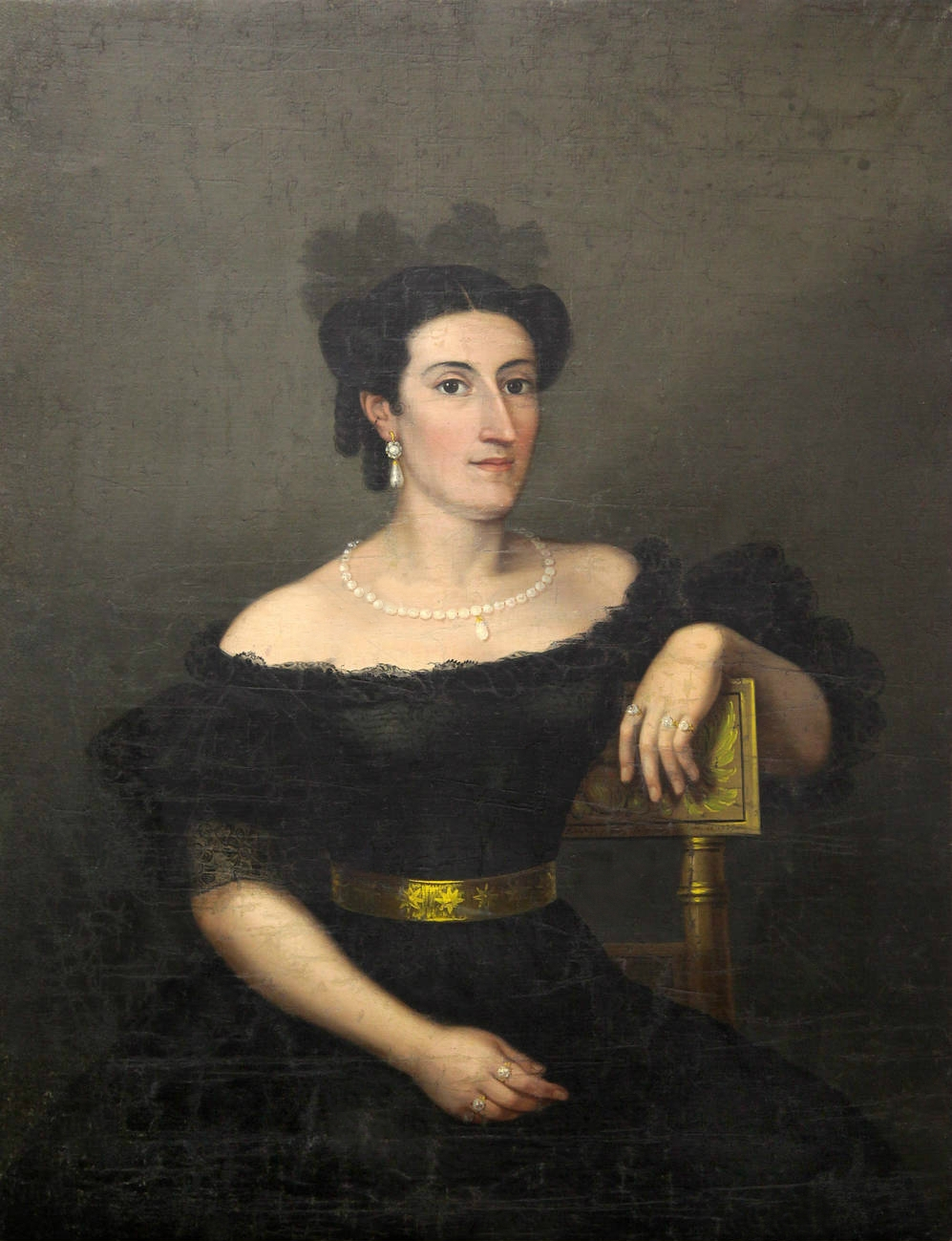
Manuela Sáenz por Antonio Salas
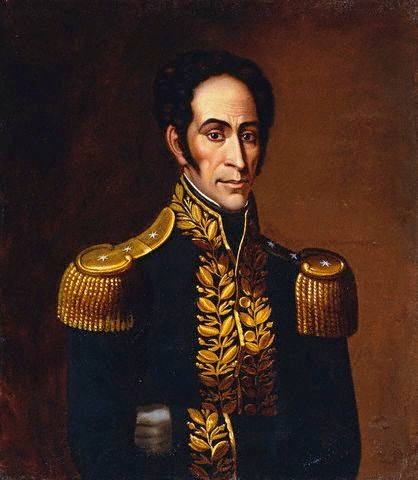
Simón Bolívar por Antonio Salas
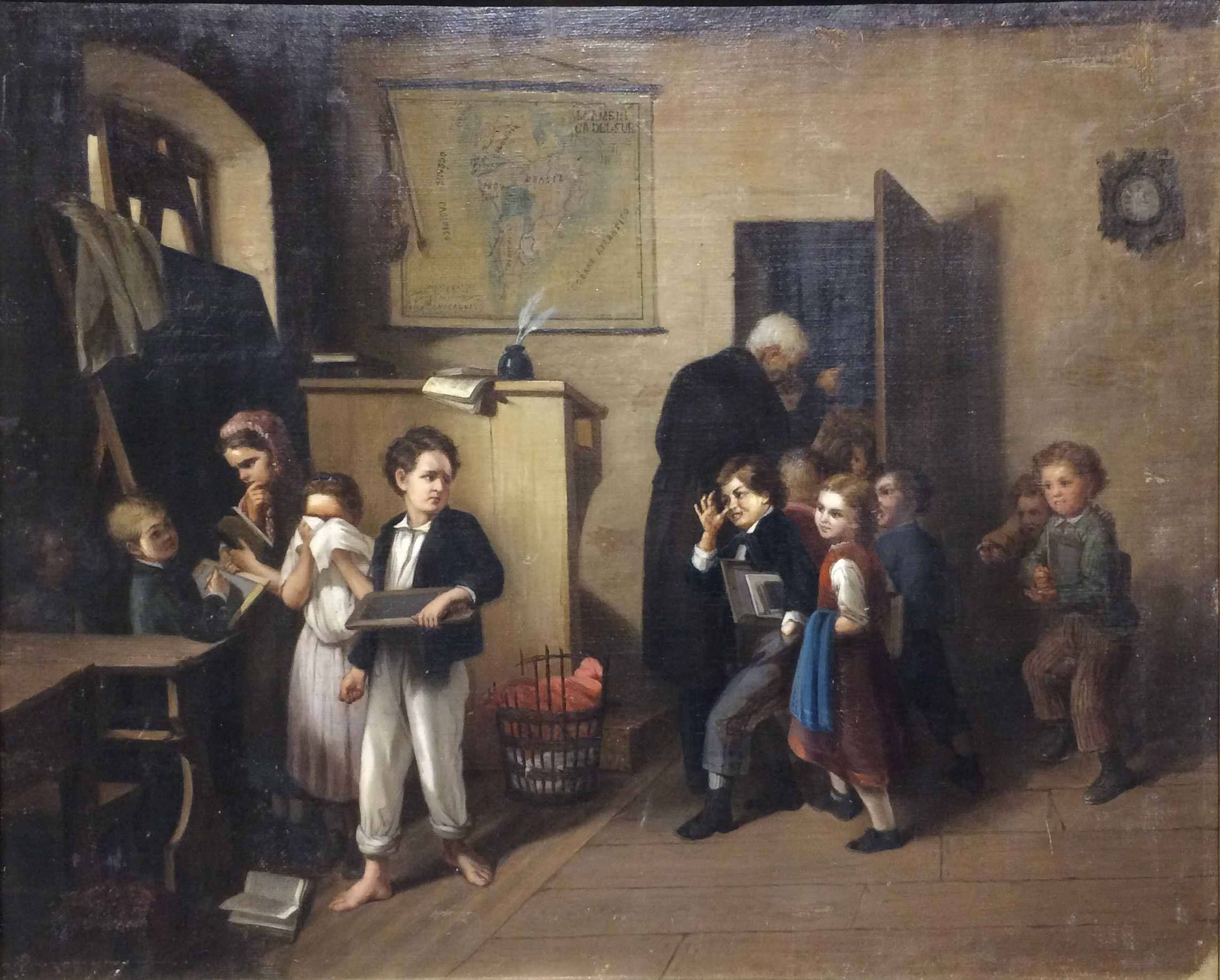
Escena clase de geografía (s. XIX), óleo sobre lienzo de Juan Manosalvas
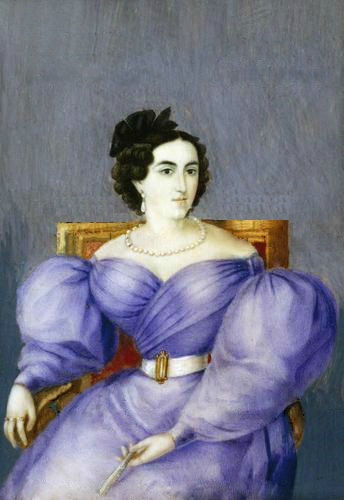
Mariana Carcelén (Museo Jacinto Jijón y Caamaño, Quito)
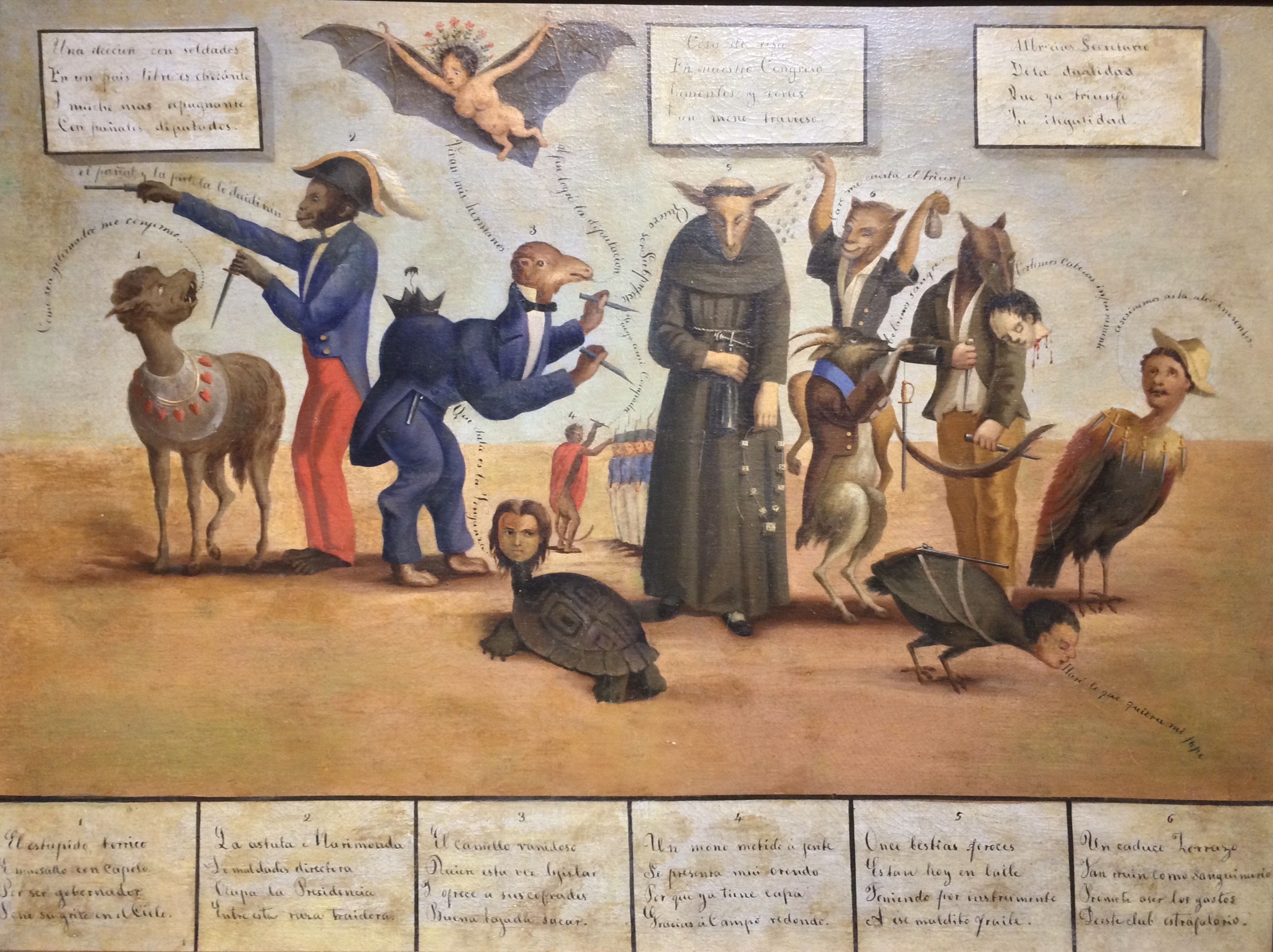
Escena satírica (ca. 1865), óleo sobre madera de Juan Agustín Guerrero

### Costumbrismo y romanticismo

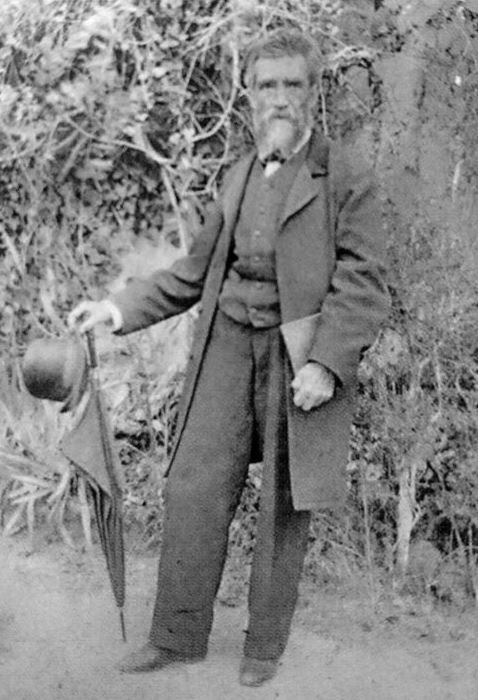
Fotografía de Joaquín Pinto

Joaquín Pinto destacó dentro de la segunda mitad del siglo XIX, gracias a que fue un pintor romántico y también uno de los que empezó el costumbrismo en la naciente Ecuador. Fue un pintor versátil que desarrolló todas los formatos de la pintura, desde el boceto hasta la policromía y el grabado. Su obra pasó relativamente desapercibida, y en palabras de su alumno y posterior historiador, José Gabriel Navarro, dijo que "Su arte es personal, y como pocos le comprendían, no tuvo mecenas que lo apoyaran". Por esta razón su figura fue relativamente desconocida y tuvo que ser rescatada en el siglo posterior. Destacarían entre sus obras la "Alegoría de Don Quijote" que representa al presidente García Moreno en un caballo (algo que buscaría reproducir un siglo después Velasco Ibarra). También destaca el cuadro de Santa Mariana catequista, que fue hecha en honor a Mariana de Jesús Paredes y Flores que representa una nueva forma de ver el periodo colonial buscando una continuidad con la antigua Escuela Quiteña, algo que sería replicado en el siguiente siglo por Víctor Mideros.

El pintor más importante dentro del paisajismo romántico fue sin duda Luis A. Martínez quien se hizo famoso sobre todo por su novela titulada A la Costa que consta de descripciones pictóricas de todo el Ecuador. Sin embargo su profesión principal fue el de pintor, siendo el artista que permite la transición del romanticismo hacia el realismo que marcaría el siguiente siglo. En sus expediciones a las montañas y por su trabajo en la región costa de Ecuador pudo encontrar inspiración para sus paisajes. Representaría además la región centro de los Andes de Ecuador. Además, debido a su posición política liberal, Martínez evitaría los motivos religiosos que seguían presentes en los pintores de este siglo como Salas y Pinto, lo que lo convierte en el primer pintor laico de ese país, superando finalmente la larga influencia de la tradición colonial. Su obra es similar a lo realizado por Albán al centrarse en la naturaleza. Junto a sus hermanos Augusto y Nicolás que se dedicaran a la fotografía y la geografía respectivamente se dedicarían al estudio profundo de los paisajes de Ecuador. En 1872, se fundó la Escuela de Bellas Artes, institución estuvo bajo la dirección de Luis Cadena y Rafael Salas, quienes se encargaron de la enseñanza de la pintura, funcionó hasta el final del gobierno de García Moreno.

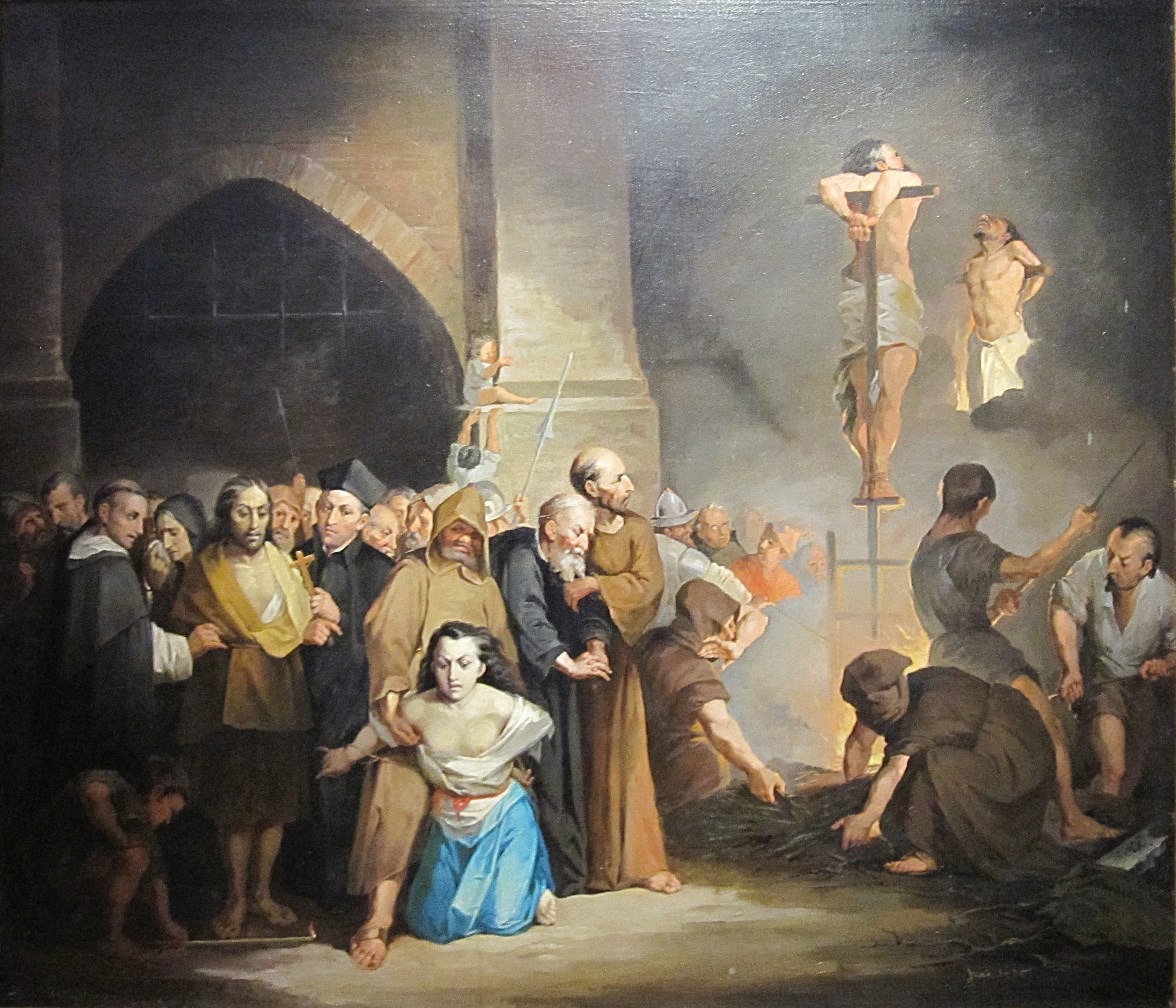
"La Inquisición", de Joaquín Pinto
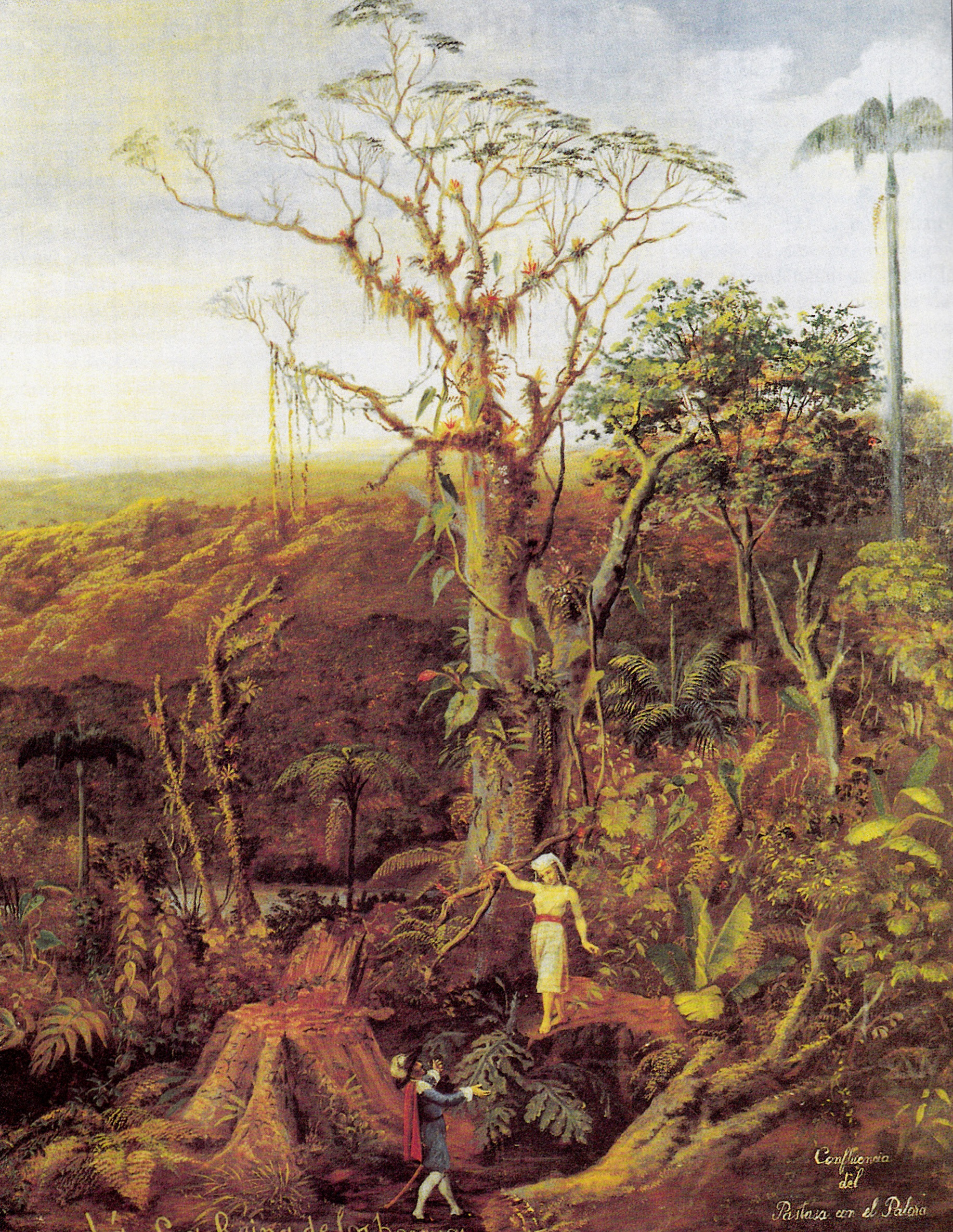
Cumandá, la Reina de los bosques de Rafael Salas (representación de la novela de Juan León Mera)
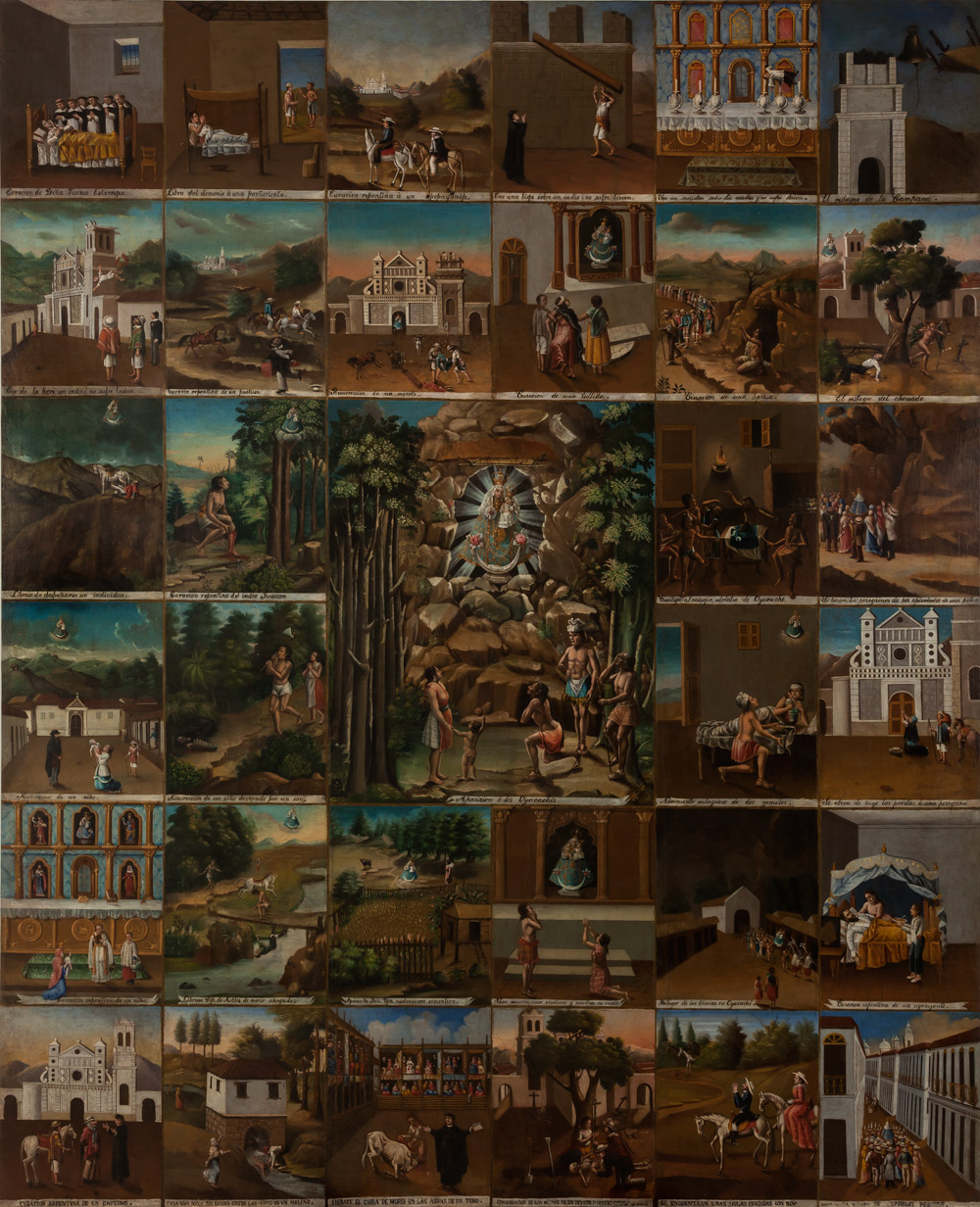
Milagros de Nuestra Señora del Quinche
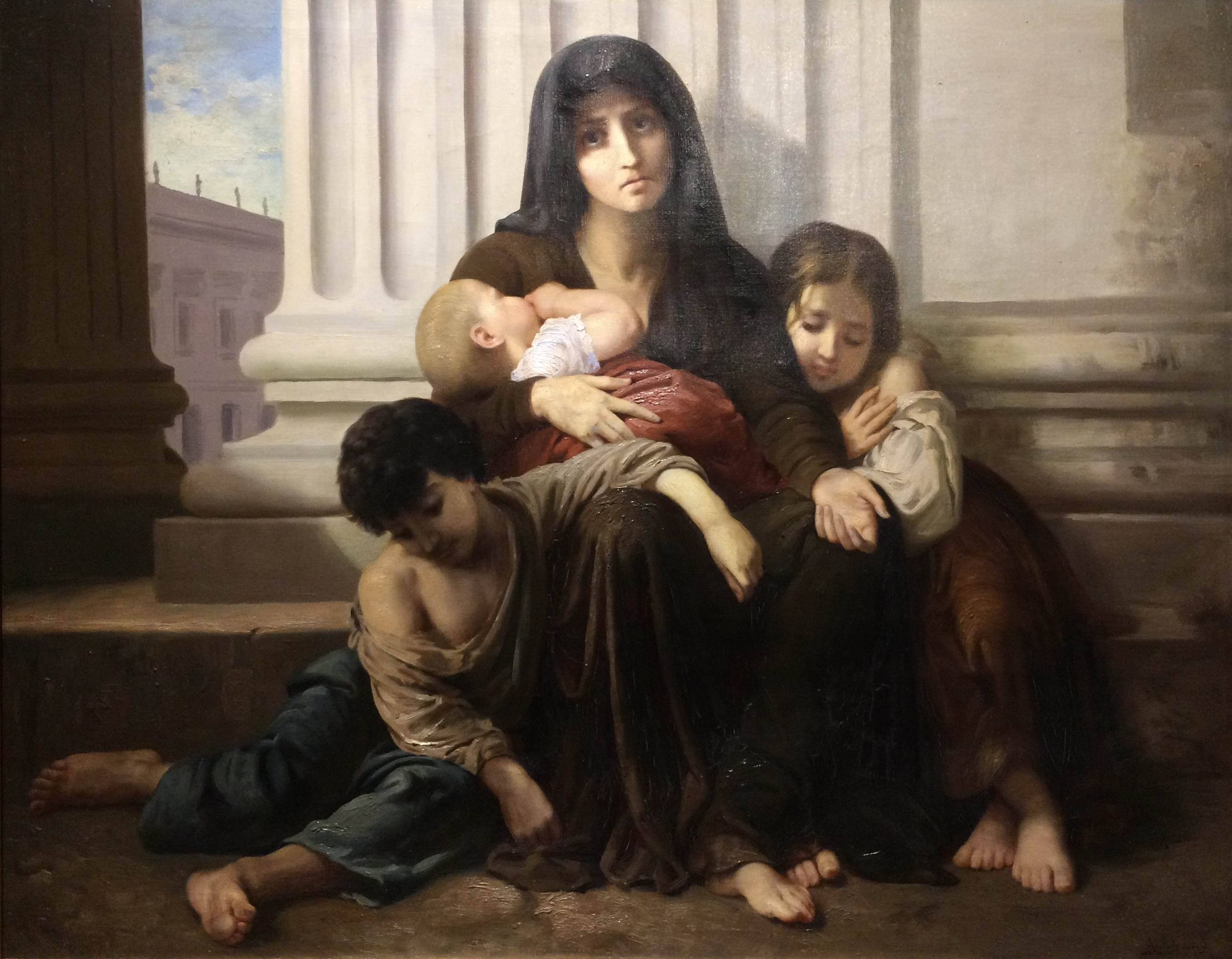
"La Caridad", óleo sobre lienzo de Antonio Salguero Salas. MuNa.
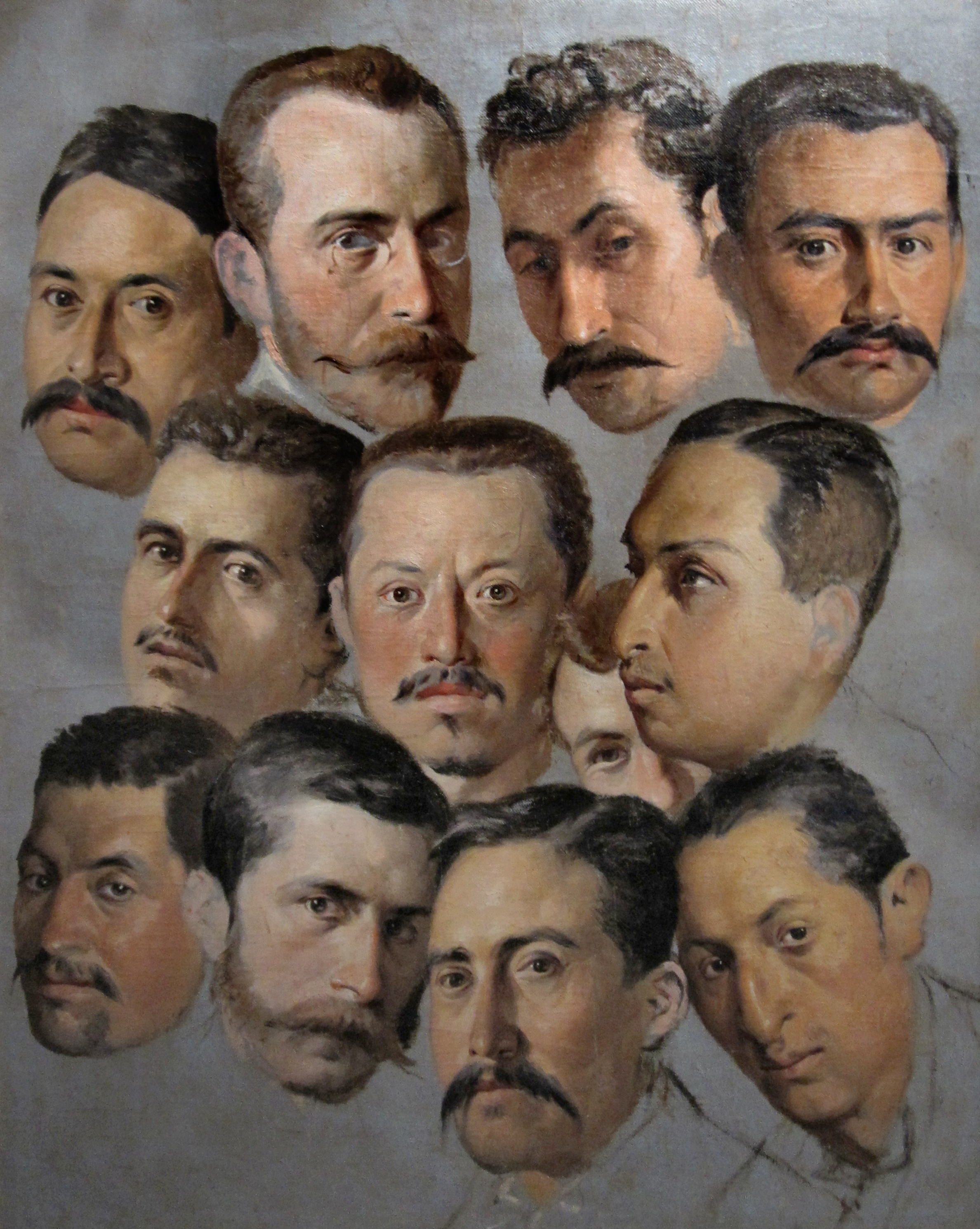
Retratos múltiples de Joaquín Pinto

## SigloXX

### Realismo social, expresionismo y realismo mágico

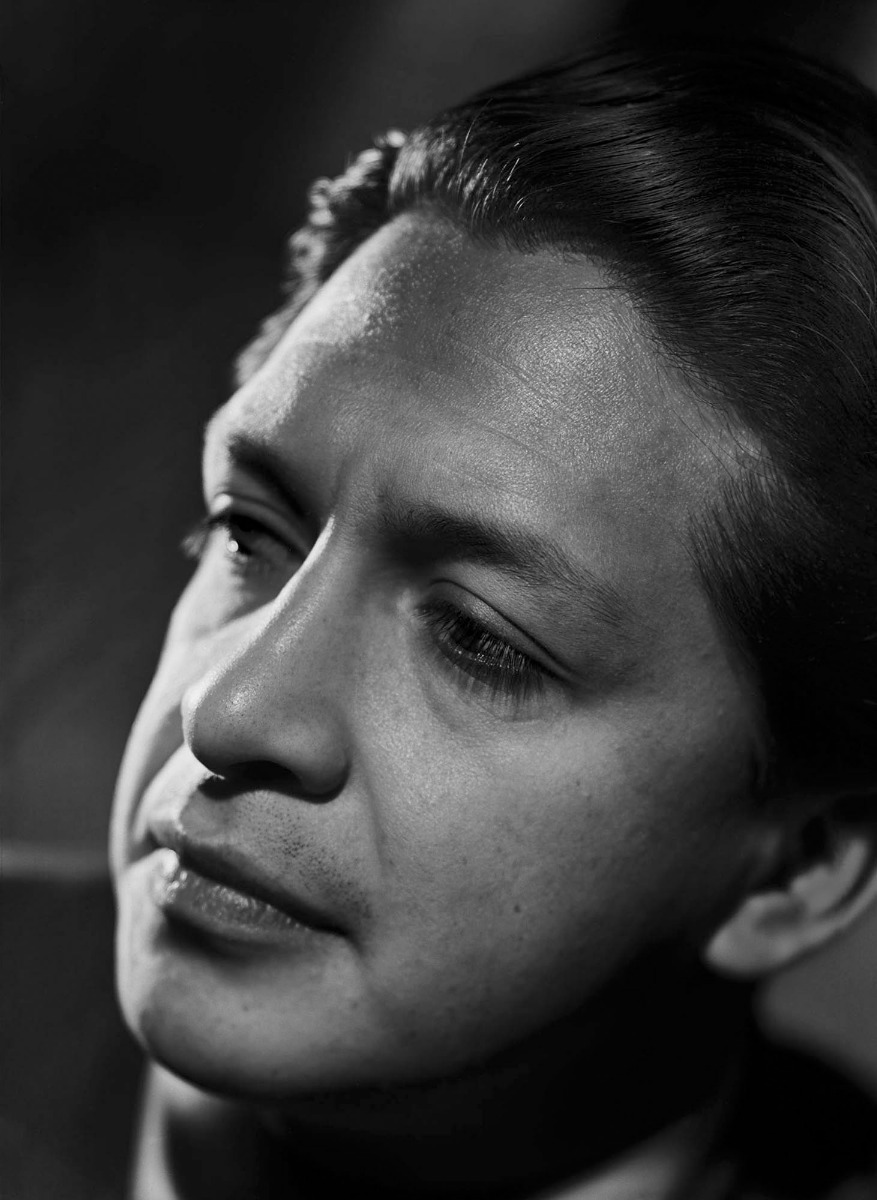
Guayasamin

Luis A. Martínez, refundó la Escuela de Bellas Artes en 1904, que formó a pintores, escultores, dibujantes, grabadores, grafistas y muralistas como: Gilberto Almeida, Fausto Alvarado Vayas, César Andrade Faini, Jaime Andrade Moscoso, Alba Calderón Zatizábal, Camilo Egas, Enrique Gomezjurado, Ernesto Marco Aníbal Gomezjurado Solórzano, Oswaldo Guayasamín, Eduardo Kingman, Víctor Mideros, Alfredo Palacio Moreno, Brígida Salas Estrada, Leonardo Tejada, Zoila Ugarte de Landívar, Jaime Valencia y otros.
Camilo Egas nacido el 1 de diciembre de 1889 y es conocido por sus cuadros precursores del indigenismo. Fue director de la Escuela de Pintura de la New School for Social Research, donde pintó un mural, junto a Thomas Hart Benton y José Clemente Orozco.
Eduardo Kingman fue pintor y muralista que nació en la provincia más al sur de Ecuador llamada Loja. Uno de los pioneros y más importante representante del expresionismo y el indigenismo. Su obra expresaba, haciendo uso de las manos, la realidad de las personas, especialmente quienes hacían trabajo manual, por esta razón fue considerado como el "Pintor de las manos". Aquí podemos ver adicionalmente la dimensión económica, además del realismo y el énfasis en las personas marginadas que caracterizaban a autores anteriores no expresionistas.
En esta tendencia, Guayasamín fue uno de los principales exponentes. Su obra considerada humanista, desarrolla las expresiones de dolor que soportan las personas marginadas de la sociedad. Fue muy reconocido dentro y fuera de Ecuador, siendo encargado de pintar varios murales de instituciones importantes entre ellas la de la Asamblea Nacional. Sus cuadros se exhiben en la Capilla del Hombre. Su trabajo como muralista fue un paralelo a lo que sucedía en México donde bajo la promoción de José Vasconcelos se había articulado un nacionalismo cultural. En Ecuador un rol similar fungió Benjamín Carrión quien criticó sus cuadros en el libro San Miguel de Unamuno. También se hicieron presentaciones en la Casa de la Cultura Ecuatoriana donde Guayasamín era un miembro activo. Ahí se fusionaba los distintos tipos de arte como la pintura, literatura y música.
Gonzalo Endara Crow, años más tarde, como otra variante del realismo desarrolló la pintura en paisajes que incluía fenómenos extraordinarios que superaban a la vida cotidiana por lo que su arte fue considerado como realismo mágico, haciendo alusión a la categoría utilizada para la literatura y a la tendencia estética que experimentó la región latinoamericana desde el paso del realismo social, a lo real maravilloso, para terminar en el realismo mágico. 

Además, es destacable la vida y obra de Oswaldo Viteri quien fue un pintor muy versátil, y que parte de su obra puede ser considerada expresionista, aunque no se limitó a ese estilo. Defendió siempre el mestizaje, uniendo tanto elementos indígenas como hispánicos dentro de su obra e incluyó como tema adicional las corridas de toros.

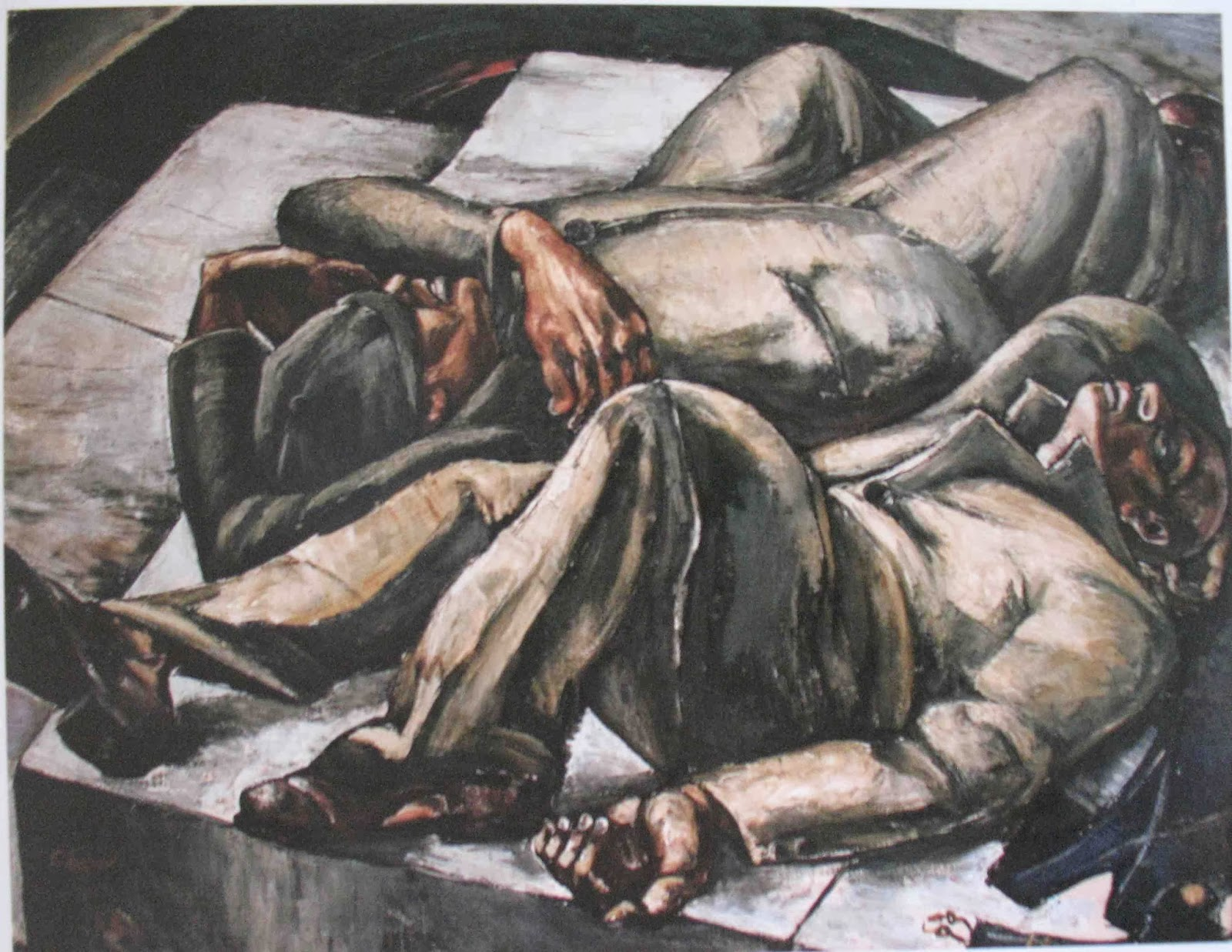
Trabajadores sin hogar, de Camilo Egas
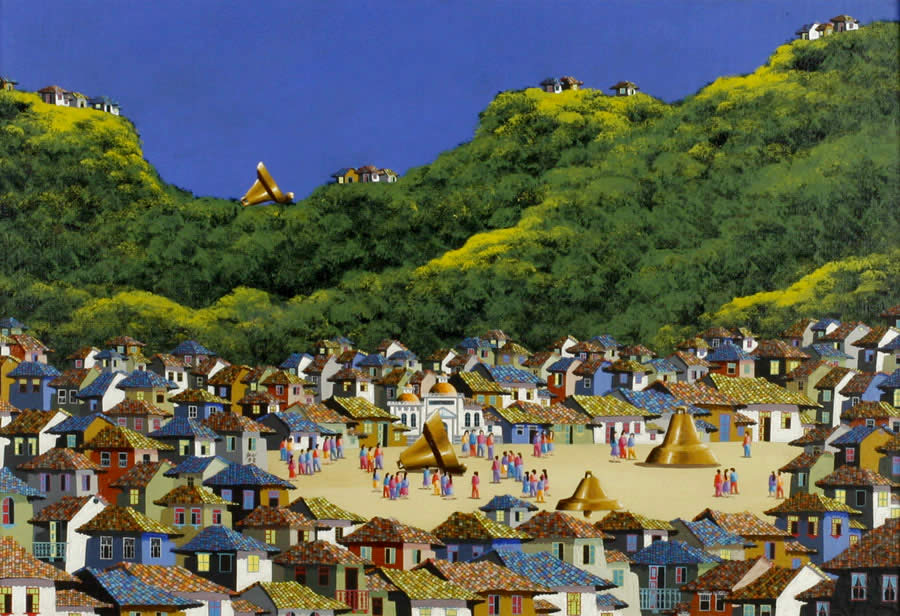
Lloviendo Campanas, de Gonzalo Endara
Retrato de César Dávila Andrade, óleo de Oswaldo Guayasamín
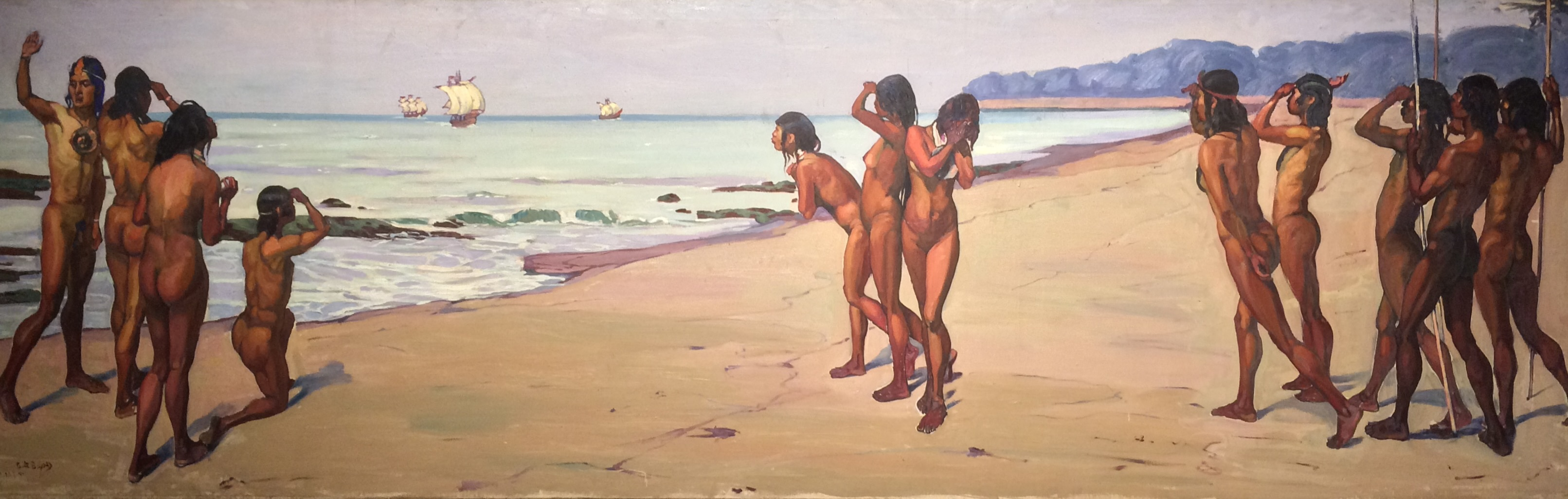
"Llegada a América" (1923), óleo sobre lienzo de Camilo Egas
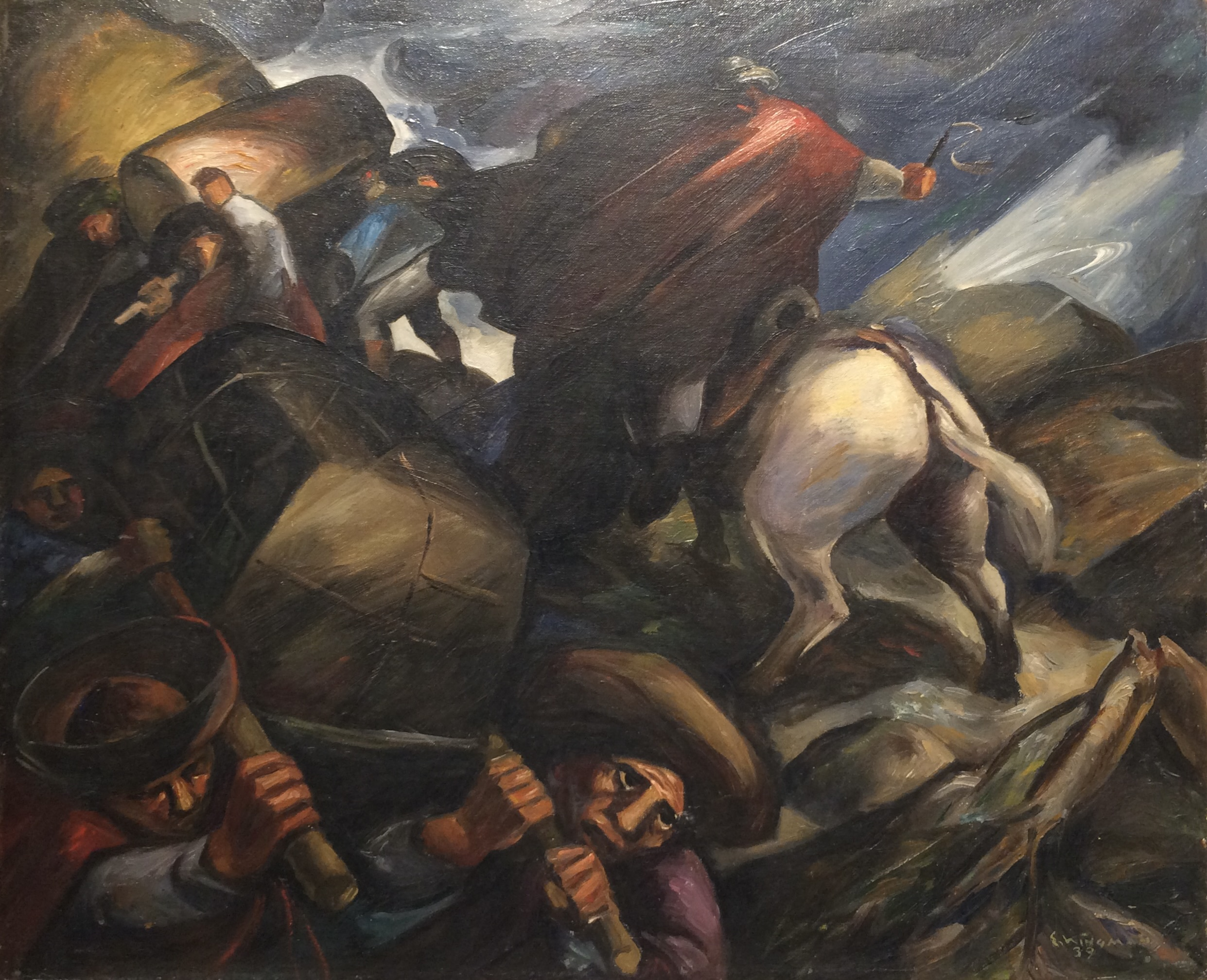
"Los Guandos" (1939), óleo sobre lienzo de Eduardo Kingman Riofrío. MuNa, Quito

### Impresionismo y simbolismo

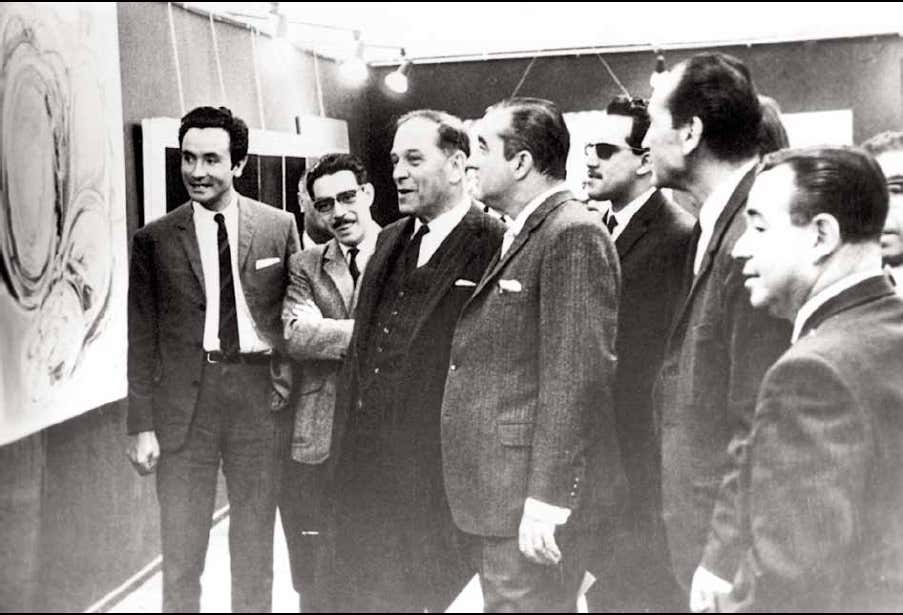
Primera Bienal de Quito en 1968, organizada por la Casa de la Cultura Ecuatoriana. De izquierda a derecha: Carlos Villasís Endara, Fernando Tinajero, Benjamín Carrión, Otto Arosemena (Presidente)

Víctor Mideros fue un pintor cuya obra se considera como parte de los movimientos impresionista y simbolista. La temática religiosa fue de inspiración para Mideros quien incluyó también elementos esotéricos relacionados con los rosacruces. Sus obras más conocidas son "Indigenismo y naturalismo", "Simbolismo" y "Los siete días de la creación". Su obra fue criticada dentro de una edición publicada por la Casa de la Cultura Ecuatoriana gracias al trabajo de José Rumazo González quien destacó su dimensión como pintor religioso. Su obra más destacada es sin duda el grabado en la fachada de la Asamblea Nacional de Ecuador, sin embargo también pintó varios cuadros que se encuentran dentro de las iglesias del centro histórico de Quito, manteniendo viva la tradición de la Escuela Quiteña.

Además de Víctor, sus hermanos Luis y Enrique se dedicaron al arte. El primero, desde el ámbito secular al igual que Víctor, mientras que Enrique desde lo religioso puesto que dedicó su vida al sacerdocio. Los tres incluirían siempre en sus cuadros temas trascendentes, lo que les diferencia de la mayoría de artistas que se clasifican (imperfectamente) en los artistas figurativos que tratan temas sociales con popularidad en la sierra, y los pintores abstractos que se concentran mucho más en la costa de Ecuador. De esta forma se establecerían los tres grupos que conformaría la estética en Ecuador: realismo social (Guayasamín), arte abstracto (Tábara) y arte simbólico (Mideros). Esto correspondería finalmente a la renovación tan buscada de las tres vertientes tradicionales que permitieron el esplendor de la Escuela Quiteña: lo flamenco, lo español y lo italiano. Las obras de Enrique se encuentran en el museo "Fray Enrique Mideros" en la ciudad de Baños de Agua Santa. Algunas de las obras de Víctor, se encuentran en el museo del Carmen Alto, en Quito, así como la fachada de la Asamblea Nacional del Ecuador. Por último Luis destacaría sobre todo por sus pinturas en la Catedral Primada de Quito que se encuentran en el mausoleo del Mariscal Antonio José de Sucre. 

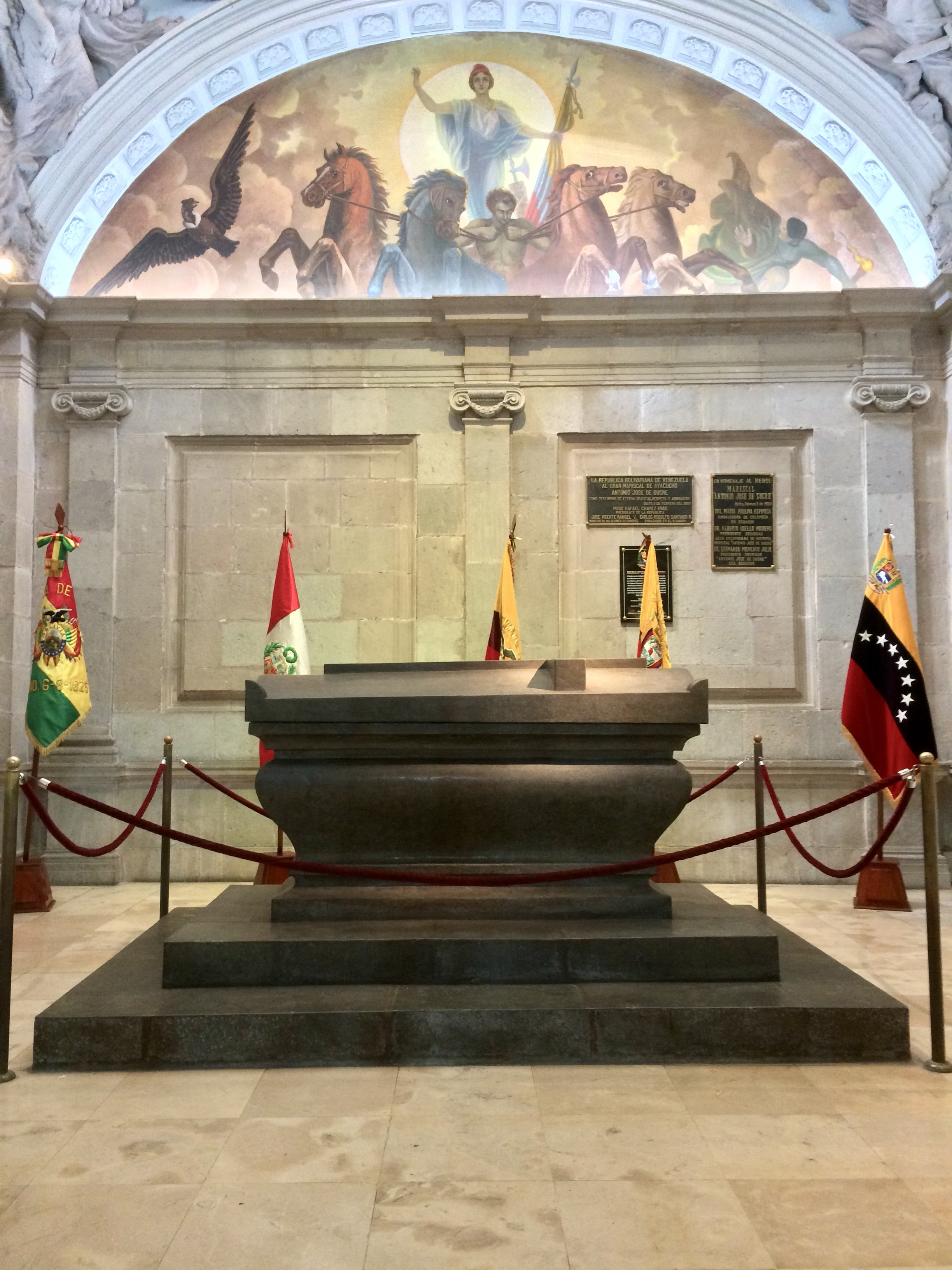
La Victoria por Luis Mideros en el Mausoleo de Sucre de la Catedral Metropolitana de Quito
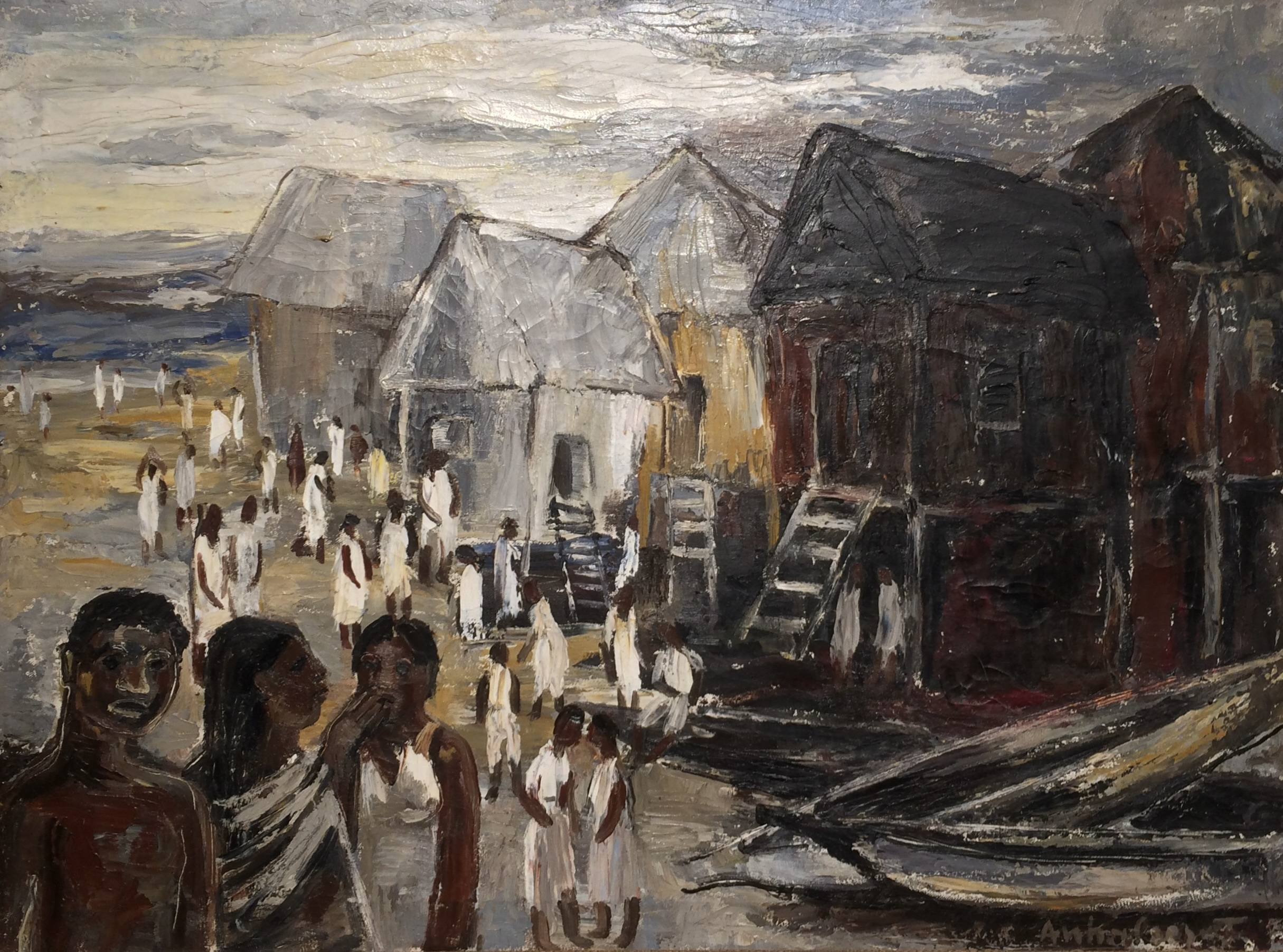
"Paisaje de Esmeraldas", óleo sobre lienzo de Olga Fisch Anhalzer. MuNa.
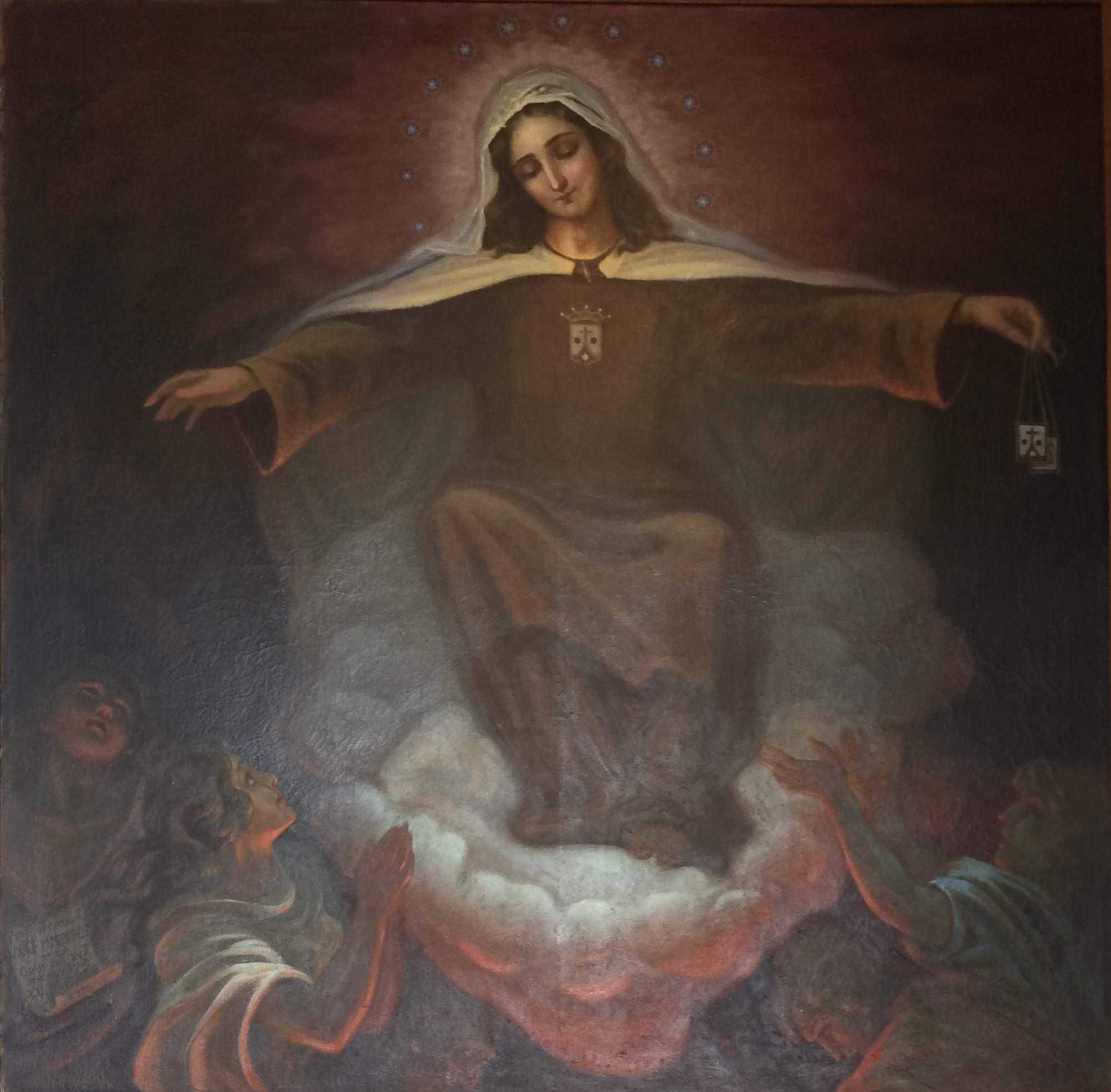
Nuestra Señora del Carmen, óleo sobre lienzo de Víctor Mideros
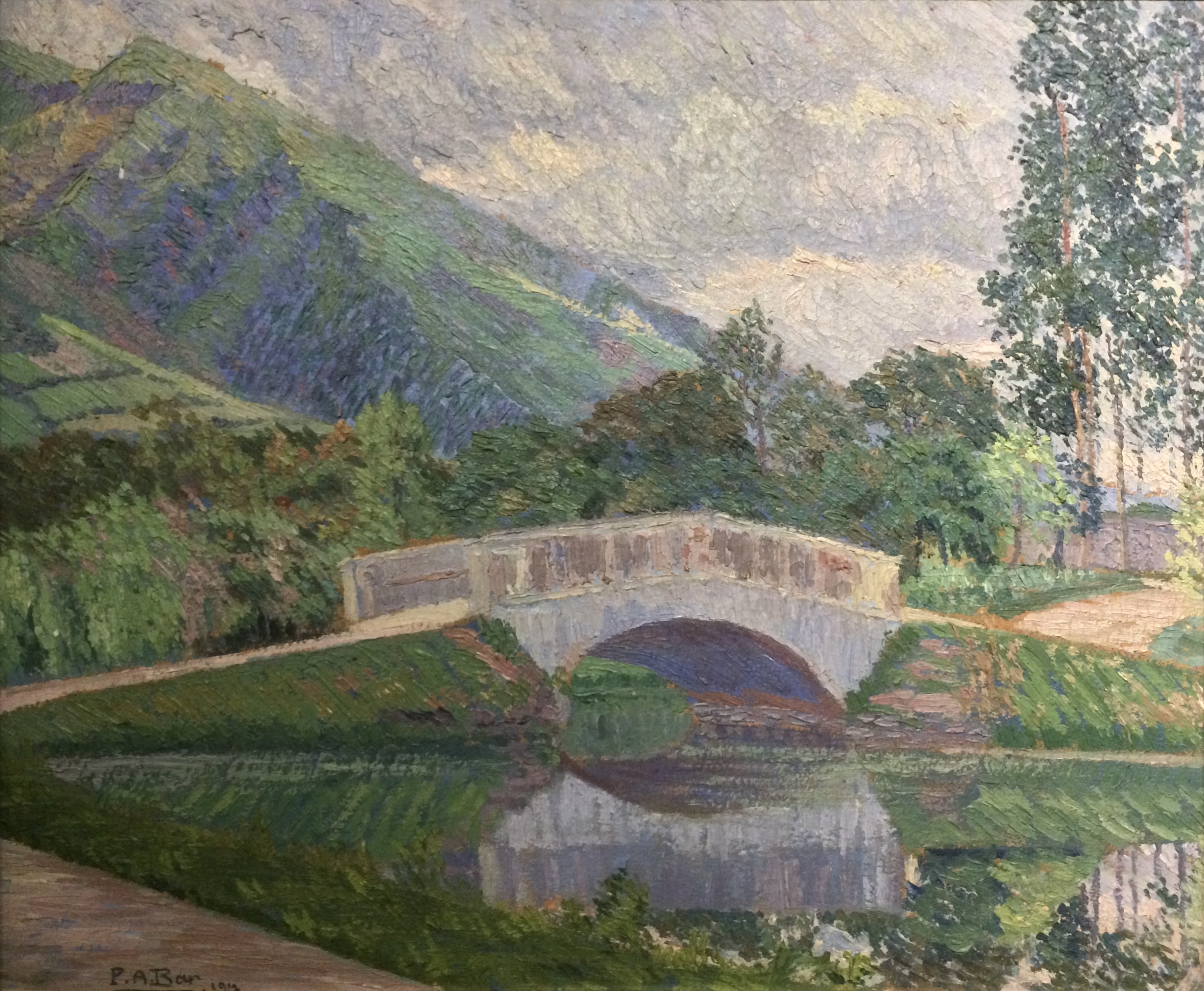
Puente de La Alameda (1912), óleo sobre lienzo de Paul Bar

### Constructivismo, informalismo y arte abstracto

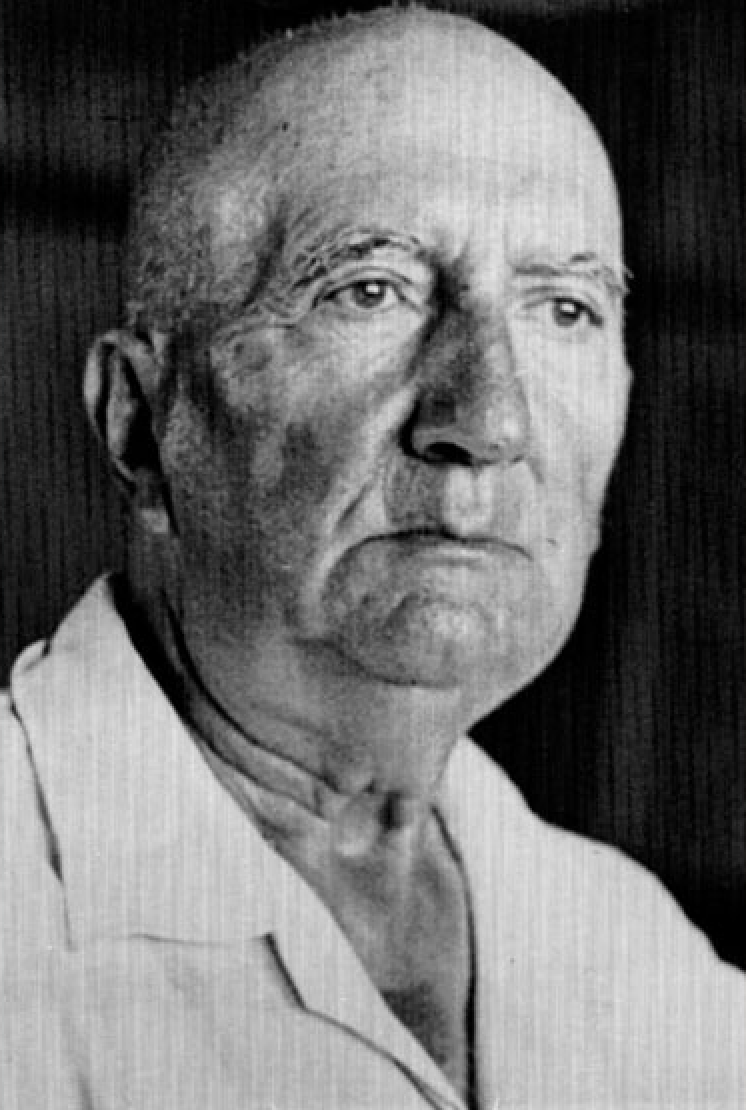
Manuel Rendón Seminario, pionero en el constructivismo en Latinoamérica

Manuel Rendón Seminario fue un maestro pintor ecuatoriano que es considerado como el responsable de traer el Constructivismo a Latinoamérica junto con Joaquín Torres García. A partir de la obra de Manuel Rendón Seminario nace una nueva tendencia que tendrá muchos seguidores, y que continuarán el movimiento comenzado en Rusia por Vladímir Tatlin alrededor de 1913. Esta además representaba una alternativa desarrollada por autores principal pero no exclusivamente de la región costa, frente al expresionismo que se enfocaba muchas veces en el aspecto racial y el dolor de la condición indígena que era patente en pintores de la región sierra. Sin embargo, este grupo de artisgas liderado por Tábara contribuían al proyecto cultural de la reinterpretación pictórica de la historia de Ecuador dando un mayor énfasis en el periodo precolombino a través de su trabajo con la artesanía y objetos arqueológicos de esas culturas.
Por otro lado, Araceli Gilbert, considerada como "la madre de la pintura formalista abstracta en el Ecuador" destacaría como artista figurativa, cuestionando la estética hegemónica de ese tiempo. La obra de Gilbert sería presentada junto a la de Maldonado, Rendón y Tábara en la exposición titulada "Abstract Currents in Ecuadorian Art" en 1977. Sus cuadros serían presentados en Estados Unidos y Europa, durante su vida. Fue importante la influencia de Auguste Herbin creador del grupo Abstracción-Creación con quien entraría en contacto en 1950 en París. Además participaría en la Anti-bienal Español Americana que sería organizada por Picasso y también expondría sus cuadros en el Salon des réalités nouvelles.
Humberto Moré fue un pintor, escultor y muralista. Trabajó de cerca con Enrique Tábara y desarrolló su propio estilo que fue conocido como signología funcional. Además de pintor fue muralista lo que significó la alternativa en este formato al expresionismo que cobraba mucha fuerza con pintores como Kingman y Guayasamín. Formó parte del grupoVAN que estuvo conformado por artistas de la ciudad de Guayaquil de las décadas de 1950 y 1960, que a pesar de haber nacido en Esmeraldas, una provincia del norte de la región costa, se identificó plenamente con el proyecto que ofrecía una alternativa a la estética desarrollada por artistas de la región sierra.
Además, Estuardo Maldonado fue otro gran pintor que se vio influenciado por el Constructivismo de Joaquín Torres García y Manuel Rendón. Maldonado incluyó signos arqueológicos a sus cuadros constructivistas. Después también tomó como temática la “S”, signo que puede encontrar en varias culturas precolombinas, como la Valdivia. Su teoría de la intuición y su trabajo alrededor del simbolismo como base del arte abstracto pero conceptual forman parte importante de la propuesta de su obra.

Por último, Enrique Tábara, influenciado por el movimiento constructivista así como por el informalismo español, desarrolló su obra alrededor de lo que llamó constructivismo geométrico. Incluye pintura de caligrafías repetitivas, que conecta con la geometría precolombinas. Sería el líder del grupoVAN que se opondría al realismo social hegemónico de ese tiempo. Dentro de sus cuadros desarrollaría como temática la representación de piernas con la serie "Pata patas", que según la historia oficial surgió como un accidente después de romper un retrato en la mitad y ver que las piernas componían un cuadro en sí mismo. Sin embargo, los críticos de arte han identificado a esta idea como la punta de lanza del enfrentamiento con los pintores indigenistas que usaban a las manos como su principal temática.

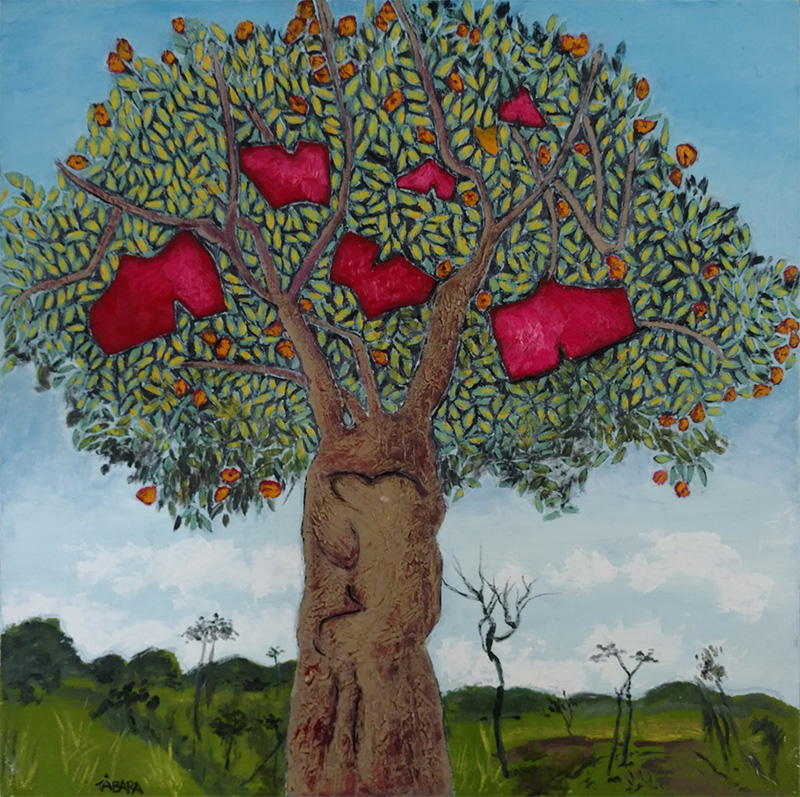
Árbol de carretera por Enrique Tábara
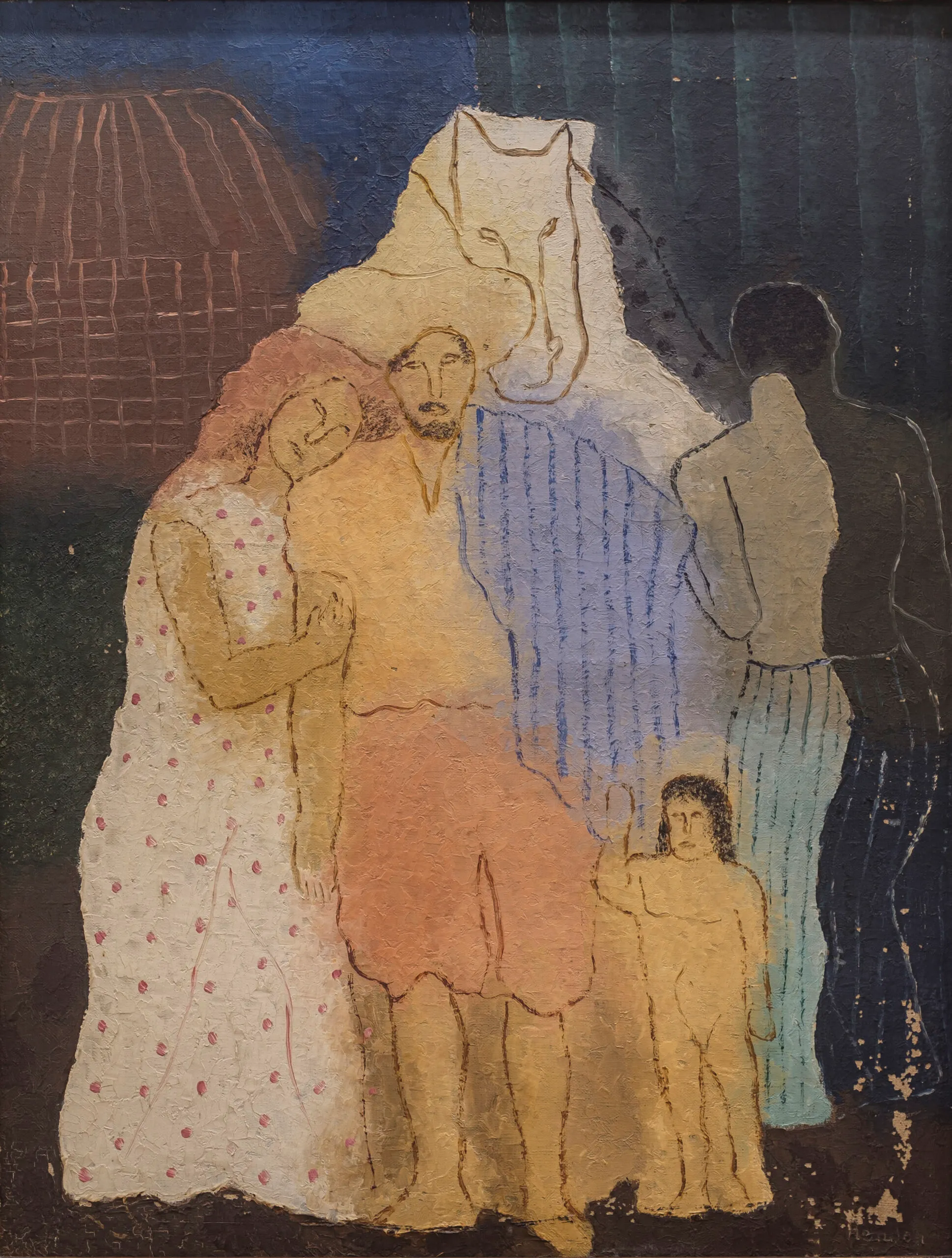
Familia Montuvia por Manuel Rendón
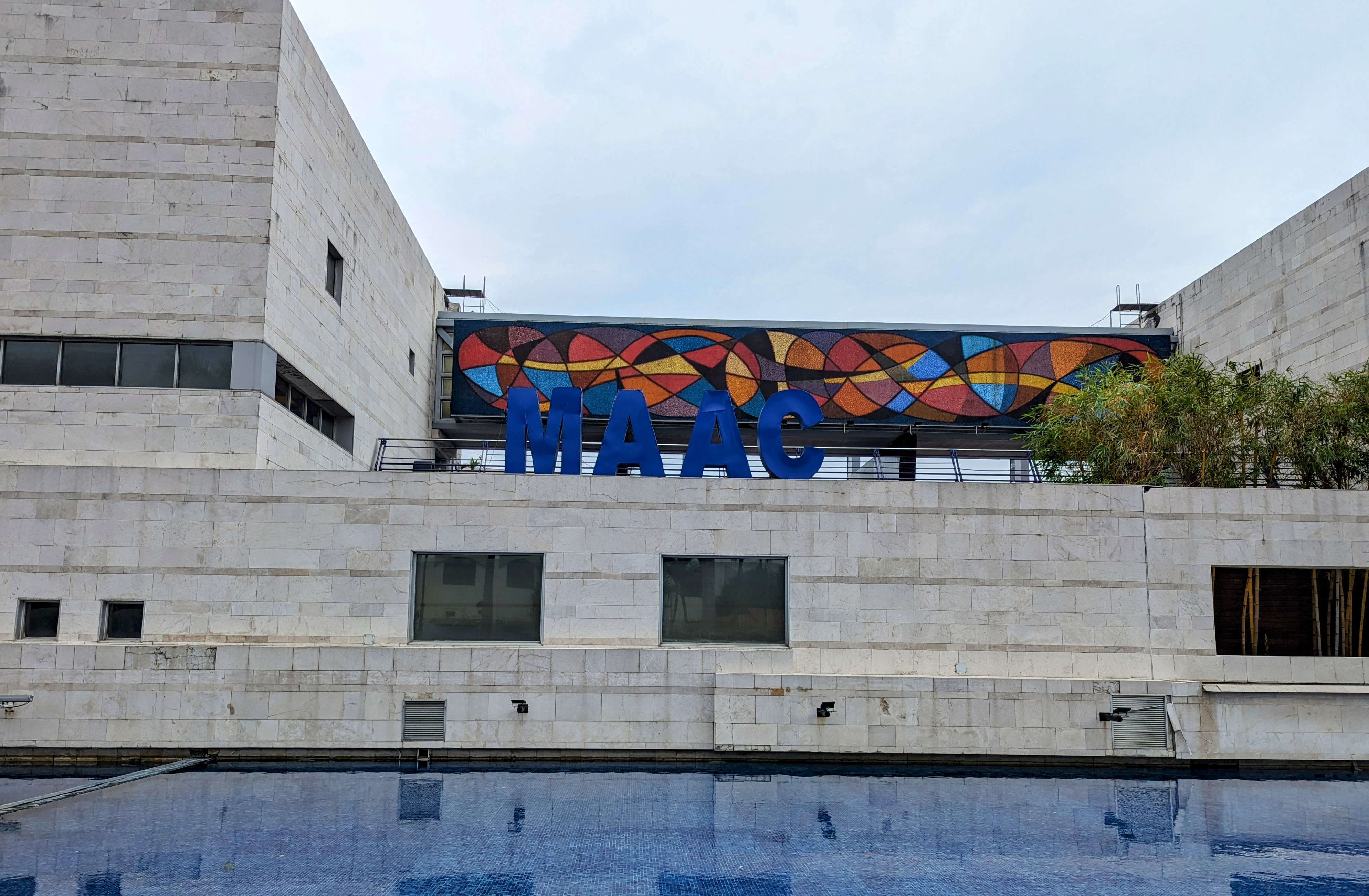
Mural de Manuel Rendón en el Museo Antropologico y de Arte Contemporaneo
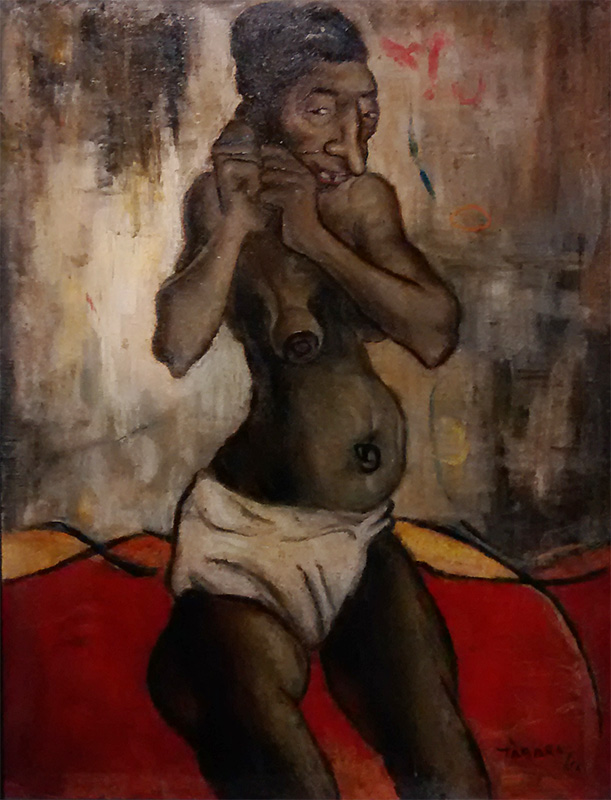
Guisa, por Enrique Tábara